# Bloudkova plaketa
Bloudkova plaketa je državno priznanje Republike Slovenije, ki jo od leta 1965 podeljuje Odbor za podeljevanje Bloudkovih priznanj za dosežke na področju športa. Imenovana so po velikem športnem delavcu in funkcionarju Stanku Bloudku. Poleg Bloudkovih plaket, se podeljujejo tudi Bloudkove nagrade, ki so najbolj cenjene.

## Dobitniki Bloudkovih plaket
| Za leto | Dobitnik                                                                                                 | Obrazložitev |
| ------- | --- | --- |
| 1965    | Andrej Arko                                                                                              | za organizacijsko delo v športu |
| 1965    | Mimi Avsec                                                                                               | za organizacijsko delo v športu |
| 1965    | Natan Bernot                                                                                             | za tekmovalne dosežke v kajak - kanuju in strokovno delo v športu |
| 1965    | Vinko Cajnko                                                                                             | za organizacijsko delo v TVD Partizan |
| 1965    | Franci Čop                                                                                               | za zasluge pri razvijanju smučarskega športa na Pohorju |
| 1965    | Mirko Fili                                                                                               | za organizacijsko delo v športu |
| 1965    | Anton Garneš                                                                                             | za organizacijsko delo v športu in pri TVD Partizan Lovrenc na Pohorju                                                                                                  |
| 1965    | Lavoslav Kranjčič                                                                                        | za organizacijsko in strokovno delo v športu |
| 1965    | Boris Kristančič                                                                                         | za tekmovalne dosežke in strokovno delo v košarki |
| 1965    | Ciril Križnar                                                                                            | za tekmovalne dosežke v letalstvu |
| 1965    | Bruno Parma                                                                                              | za tekmovalne dosežke v šahu |
| 1965    | Franc Planinc                                                                                            | za tekmovalne dosežke in strokovno delo v strelstvu |
| 1965    | Dušan Povh                                                                                               | za filmsko ustvarjalnost na področju športa |
| 1965    | Franc Pribošek                                                                                           | za tekmovalno dejavnost in organizacijsko delo v atletiki |
| 1965    | Draga Stamejčič                                                                                          | za tekmovalne dosežke v atletiki |
| 1965    | Miloš Stergar                                                                                            | za organizacijsko delo v telesni kulturi med Slovenci na Tržaškem in na slovenski obali                                                                                 |
| 1965    | Miro Steržaj                                                                                             | za tekmovalne dosežke v kegljanju |
| 1965    | Barbka Ščetinin - Lipovšek                                                                               | za alpinistične dosežke |
| 1965    | Slavko Tiran                                                                                             | za propagandno dejavnost v telesni kulturi |
| 1965    | Evgen Titan                                                                                              | za razvoj šolske športne vzgoje |
| 1965    | Pavla Trogar                                                                                             | za splošno aktivnost v telesni kulturi |
| 1965    | Zdeno Vahtar                                                                                             | za pomembno delo v športnem novinarstvu |
| 1965    | Miro Vesel                                                                                               | za delo v športu in športni rekreaciji invalidov |
| 1965    | Karlo Vončina                                                                                            | za organizacijo telesnokulturne dejavnosti na Goriškem |
| 1965    | Delovni kolektiv Tovarne športnega orodja Elan                                                           | za dosežke v proizvodnji športne opreme |
| 1965    | Delovni kolektiv Železarne Jesenice                                                                      | za razvoj rekreacije v delovnem kolektivu |
| 1966    | Vitomir Cilenšek                                                                                         | za organizacijsko in strokovno delo v TVD Partizan |
| 1966    | Drago Čebular                                                                                            | za organizacijsko in strokovno delo v športu |
| 1966    | Darij Erznižnik                                                                                          | za uvajanje novih oblik telesne vzgoje v šoli |
| 1966    | Jože Glonar                                                                                              | za organizacijo in strokovno delo v šolski telesni vzgoji |
| 1966    | Dušan Furlan                                                                                             | za organizacijsko in strokovno delo v športni gimnastiki |
| 1966    | Avgust Jelen                                                                                             | za organizacijsko delo v telesni kulturi |
| 1966    | Miro Marn                                                                                                | za razvoj strelske organizacije |
| 1966    | Stanko Rebolj starejši                                                                                   | za prizadevno delo v namiznoteniški organizaciji |
| 1966    | Drago Robič                                                                                              | za organizacijsko in strokovno delo v TVD Partizan |
| 1966    | Anton Sok                                                                                                | za organizacijsko delo v TVD Partizan |
| 1966    | Lojze Šavorn                                                                                             | za zasluge pri razvoju kolesarstva v Sloveniji |
| 1966    | Jože Štrafela                                                                                            | za organizacijsko in strokovno delo v telesni kulturi |
| 1966    | Hilda Švajger                                                                                            | za organizacijsko in strokovno delo v športu |
| 1966    | Simo Važič                                                                                               | za tekmovalne dosežke v atletiki |
| 1966    | Janko Wagner                                                                                             | za organizacijsko in strokovno delo v nogometu |
| 1966    | Ljerka Zemljič                                                                                           | za organizacijsko in strokovno delo v telesni kulturi |
| 1966    | Lovro Žemva                                                                                              | za razvoj smučarskih tekov |
| 1966    | Gorska reševalna služba Slovenije                                                                        | za požrtvovalno in humanitarno delo pri reševanju ponesrečencev |
| 1966    | Športno združenje Bor                                                                                    | za organiziranje športnega življenja med slovensko mladino na Tržaškem                                                                                                  |
| 1967    | Erik Aleš                                                                                                | za strokovno delo in pedagoško delo v TVD Partizan |
| 1967    | Milan Betetto                                                                                            | za zasluge pri razvoju drsalnega in hokejskega športa |
| 1967    | Mirko Bizjak                                                                                             | za strokovno delo v gimnastiki |
| 1967    | Saša Bižal                                                                                               | za strokovno in organizacijsko delo v telesni kulturi in TVD Partizan                                                                                                   |
| 1967    | Berti Brun                                                                                               | za organizacijsko delo v nogometu, hokeju in smučanju |
| 1967    | Rudi Finžgar                                                                                             | za organizacijsko in strokovno delo ter tekmovalne dosežke v smučarskih skokih                                                                                          |
| 1967    | Jože Fišer                                                                                               | za organizacijsko delo in aktivnost v šahu |
| 1967    | Jože Hvale                                                                                               | za življenjsko delo v TVD Partizan |
| 1967    | Karel Jug                                                                                                | za organizacijsko in strokovno delo v atletiki in šolski telesni vzgoji                                                                                                 |
| 1967    | Franc Konič                                                                                              | za organizacijsko delo v dejavnosti TVD Partizan |
| 1967    | Marjan Pavlič                                                                                            | za organizacijsko delo v strelski organizaciji |
| 1967    | Ferdo Pihler                                                                                             | za organizacijsko delo v telesni kulturi |
| 1967    | Franc Podpečan                                                                                           | za organizacijsko delo v mariborskem športu |
| 1967    | Voje Šerbec                                                                                              | za organizacijsko in propagandno delo v košarki in Planiškem komiteju                                                                                                   |
| 1967    | Mitja Vidic                                                                                              | za organizacijsko in strokovno delo v rokometu |
| 1967    | Miro Vodeb                                                                                               | za organizacijsko delo v nogometu, košarki in tenisu |
| 1967    | Daniel Vrhovšek                                                                                          | za tekmovalne uspehe v plavanju |
| 1967    | Zdenko Žerak                                                                                             | za organizacijsko delo in zasluge pri gradnji športnih objektov |
| 1967    | Kegljaški klub Triglav                                                                                   | za vsestransko delo in tekmovalne dosežke |
| 1967    | TVD PARTIZAN (Markovci pri Ptuju)                                                                        | za 35-letnico delovanja in za vključevanje mladine v šport |
| 1968    | Pavle Božič                                                                                              | za organizacijsko in strokovno delo v TVD Partizan in atletiki |
| 1968    | Tone Bučer                                                                                               | za organizacijsko in strokovno delo v planinski dejavnosti |
| 1968    | Boris Fili                                                                                               | za organizacijsko delo v športni dejavnosti na Primorskem |
| 1968    | Bojan Hrovatin                                                                                           | za organizacijsko in strokovno delo pri organizaciji Partizan in rekreaciji invalidov                                                                                   |
| 1968    | Ištvan Korpa                                                                                             | za tekmovalne dosežke v namiznem tenisu |
| 1968    | Hinko Lebinger                                                                                           | za organizacijsko delo v telesni kulturi |
| 1968    | Marijana Lubej                                                                                           | za tekmovalne dosežke v atletiki |
| 1968    | Draga Mislej                                                                                             | za organizacijsko delo v telesni kulturi |
| 1968    | Zoran Mrak                                                                                               | za organizacijsko delo v TVD Partizan in pri smučarskih skokih |
| 1968    | Anica Pavlič                                                                                             | za organizacijsko in strokovno delo v TVD Partizan |
| 1968    | Stojan Puc                                                                                               | za tekmovalne uspehe v šahu |
| 1968    | Karel Rupnik                                                                                             | za organizacijsko delo v TVD Partizan in delo v telesnokulturnih organizacijah                                                                                          |
| 1968    | Stanko Steiner                                                                                           | za organizacijsko delo v košarki |
| 1968    | Stanko Stoporko                                                                                          | za organizacijsko delo v telesni kulturi |
| 1968    | Nataša Urbančič                                                                                          | za tekmovalne dosežke v atletiki, zlasti za 6. mesto na OI 1968 v metu kopja                                                                                            |
| 1968    | Edvard Vecko                                                                                             | za tekmovalne dosežke v namiznem tenisu |
| 1968    | Drago Zadravec                                                                                           | za organizacijsko delo v atletiki in smučanju |
| 1968    | Ludvik Zajc                                                                                              | za tekmovalne dosežke v smučarskih skokih |
| 1968    | Tone Žnidarič                                                                                            | za strokovno delo v telesni kulturi |
| 1968    | Kajak klub Soške elektrarne                                                                              | za tekmovalne dosežke |
| 1968    | Planinsko društvo Ljubljana-Matica                                                                       | za razvoj planinstva na Slovenskem |
| 1968    | Šolsko športno društvo Enotnost                                                                          | za pionirsko delo v organizaciji šolskega športa v državi |
| 1969    | Jože Ahačič                                                                                              | za organizacijsko delo, predvsem v smučanju |
| 1969    | Majda Ankele                                                                                             | za tekmovalne dosežke v alpskem smučanju |
| 1969    | Milan Božič                                                                                              | za organizacijsko delo v telesni kulturi |
| 1969    | Mirko Fajdiga                                                                                            | za organizacijsko delo v invalidskem športu |
| 1969    | Stane Galič                                                                                              | za strokovno delo v strelstvu |
| 1969    | Dušan Kit                                                                                                | za organizacijsko in trenersko delo v plavanju |
| 1969    | Slavko Kokot                                                                                             | za pedagoško delo v športu |
| 1969    | Franjo Pavlin                                                                                            | za organizacijsko delo v smučarskem športu |
| 1969    | Dušan Senčar                                                                                             | za organizacijsko delo v smučarskem športu |
| 1969    | Savo Slokar                                                                                              | za strokovno delo v športnih organizacijah |
| 1969    | Barbara Šenk in Mitja Šketa                                                                              | za tekmovalne dosežke v umetnostnem drsanju in kotalkanju, zlasti za 3. mesto na EP 1969                                                                                |
| 1969    | Dušan Vodeb                                                                                              | za organizacijsko delo v različnih športnih organizacijah |
| 1969    | Drago Žuntar                                                                                             | za tekmovalne dosežke v atletiki |
| 1969    | Uroš Župančič                                                                                            | za alpinistične dosežke in sodelovanje v reševalnih akcijah v naših planinah                                                                                            |
| 1969    | Šolsko športno društvo Ivan Peternelj                                                                    | za množično vključevanje mladine v telesnokulturno življenje |
| 1969    | Športna redakcija Dela                                                                                   | za propagandno delo v prid športa |
| 1970    | Ančka Ažman                                                                                              | za organizacijsko in strokovno delo v TVD Partizan |
| 1970    | Božo Benedik                                                                                             | za organizacijsko delo v veslaškem športu |
| 1970    | Milojka Božič                                                                                            | za organizacijsko in strokovno delo, posebej pri TVD Partizan Celje - Gaberje                                                                                           |
| 1970    | Franček Brglez                                                                                           | za organizacijsko delo v šahu |
| 1970    | Tilka Gajšek                                                                                             | za tekmovalne dosežke in organizacijsko delo v odbojki |
| 1970    | Blaž Jakopič                                                                                             | za tekmovalne dosežke v alpskem smučanju |
| 1970    | Vinko Jelovac                                                                                            | za tekmovalne dosežke v košarki na EP 1969 in SP 1970 |
| 1970    | Stane Košnik                                                                                             | za organizacijsko delo v strelskem športu |
| 1970    | France Levstek                                                                                           | za organizacijsko delo v telesni kulturi |
| 1970    | Eva Ludvik                                                                                               | za tekmovalne dosežke v kegljanju |
| 1970    | Janez Lušina                                                                                             | za organizacijsko in strokovno delo v smučanju |
| 1970    | Rudi Male                                                                                                | za vztrajnost pri ukvarjanju s športom, posebej atletiko |
| 1970    | Milan Naprudnik                                                                                          | za organizacijsko delo v atletiki |
| 1970    | Štefan Pesjak                                                                                            | za tekmovalne dosežke v padalstvu |
| 1970    | Janez Šlibar                                                                                             | za strokovno delo v gimnastiki |
| 1970    | Dušan Tomažič                                                                                            | za organizacijsko delo v telesni kulturi |
| 1970    | Rudolf Varl                                                                                              | za organizacijsko delo v telesni kulturi |
| 1970    | Jože Zadnik                                                                                              | za strokovno delo v TVD Partizan |
| 1970    | Albin Završnik                                                                                           | za vsestransko, zlasti pedagoško dolgoletno delo |
| 1970    | Aljoša Žorga                                                                                             | za tekmovalne dosežke v košarki |
| 1970    | Janez Brodnik, Milenko Kersnič, Avgust Kuessel, Drago Šoštarič in Miloš Vratič                           | za tekmovalne dosežke na SP 1970 v Ljubljani – 4. mesto ekipno |
| 1970    | Občinska zveza za telesno kulturo Ravne na Koroškem                                                      | za uspehe pri razvoju telesne kulture |
| 1970    | Uredništvo športnih oddaj Radia Ljubljana                                                                | za propagandno delo v prid telesni kulturi |
| 1971    | Borut Bassin                                                                                             | za tekmovalne dosežke v košarki |
| 1971    | Marica Czurda                                                                                            | za razvoj športne aktivnosti med starejšimi ženskami |
| 1971    | Silvo Čebulj                                                                                             | za organizacijsko delo v telesni kulturi |
| 1971    | Janko Fili                                                                                               | za utrjevanje planinske ideje na Tolminskem in Koprskem |
| 1971    | Bogomir Gomolj                                                                                           | za strokovno in organizacijsko delo v več športnih panogah |
| 1971    | Miligoj Jarnovič                                                                                         | za vsestransko dolgoletno strokovno in organizacijsko delo v športu |
| 1971    | Franjo Klojčnik                                                                                          | za pomembno organizacijsko delo v planinski organizaciji |
| 1971    | Miro Kocuvan                                                                                             | za tekmovalne dosežke v atletiki |
| 1971    | Boris Košele                                                                                             | za organizacijsko delo na različnih področjih športa |
| 1971    | Ružica Kovačič                                                                                           | za vsestransko in organizacijsko delo v TVD Partizan |
| 1971    | Štefan Lovšin                                                                                            | za vsestransko dolgoletno organizacijsko delo v športu |
| 1971    | France Lužnik                                                                                            | za organizacijsko delo, posebej na smučarskem področju |
| 1971    | Marjan Mate                                                                                              | za strokovno in organizacijsko delo, posebej v TVD Partizan |
| 1971    | Matevž Osojnik                                                                                           | za strokovno in organizacijsko delo v športu |
| 1971    | Janez Pišek                                                                                              | za dolgotrajno in uspešno trenersko delo v nogometu |
| 1971    | Mirko Presinger                                                                                          | za organizacijsko delo na različnih športnih področjih |
| 1971    | Janez Rajbenšu                                                                                           | za organizacijsko delo v nogometu |
| 1971    | Viktor Ravnik                                                                                            | za tekmovalne dosežke v hokeju na ledu |
| 1971    | Miro Rudolf                                                                                              | za organizacijsko delo in za razvoj gimnastike v Celju |
| 1971    | Peter Štefančič                                                                                          | za tekmovalne dosežke v smučarskih skokih |
| 1971    | Franc Titan                                                                                              | za organizacijsko delo v strelskemu športu |
| 1971    | Stanko Topolčnik                                                                                         | za vrhunske dosežke v judu, zlasti za 3. mesto na EP 1969 |
| 1971    | Janez Vrabl                                                                                              | za organizacijsko delo v športu |
| 1971    | Družabno rekreativni klub Slovan                                                                         | za dosežke pri razvoju rekreacije občanov |
| 1971    | Kajak kanu klub Ljubljanskega brodarskega društva                                                        | za tekmovalne dosežke v najrazličnejših starostnih kategorijah |
| 1971    | Odbojkarski klub Kanal                                                                                   | za vztrajno delo z mladino in uspešno sodelovanje z zamejstvom |
| 1971    | Planinsko društvo Ruše                                                                                   | za pomembne dosežke pri razvoju planinstva |
| 1971    | Športno društvo Invalid                                                                                  | za razvoj športa in rekreacije invalidov |
| 1971    | TVD Partizan Gaberje                                                                                     | za vsestransko uspešno delo |
| 1971    | Veslaški klub Argo                                                                                       | za tekmovalne dosežke in delo z mladino |
| 1972    | Janez Andrejašič in Peter Guzelj                                                                         | za tekmovalne dosežke v kanuju dvosedu na divjih vodah, zlasti za 6. mesto na OI 1972                                                                                   |
| 1972    | Peter Breznik                                                                                            | za prispevek pri razvoju slovenske košarke |
| 1972    | Slavko Demšar                                                                                            | za vsestransko delo v telesni kulturi |
| 1972    | Miha Dermota                                                                                             | za organizacijsko delo v športu, posebej pri smučarskih prireditvah |
| 1972    | Marcel Djurdjevič                                                                                        | za organizacijsko delo, zlasti za uspehe pri delu s šolsko mladino |
| 1972    | Ivan Draušbaher                                                                                          | za organizacijsko delo, zlasti pri TVD Partizan |
| 1972    | Marko Erznožnik                                                                                          | za navduševanje mladine za športno življenje |
| 1972    | Franc Flegar                                                                                             | za razvijanje športa v Pomurju |
| 1972    | Milan Hohnjec                                                                                            | za uspešno organizacijsko delo v hokeju na ledu |
| 1972    | Anka Janša                                                                                               | za tekmovalne dosežke v kegljanju |
| 1972    | Milan Kabaj                                                                                              | za pedagoško in družbeno delo v športni vzgoji in športu |
| 1972    | Franc Kalan                                                                                              | za kreativno delo v športu z mladino |
| 1972    | Slavko Kobal                                                                                             | za organizacijsko delo v športu |
| 1972    | Verena Kotnik                                                                                            | za delo v društvu Partizan Narodni dom |
| 1972    | Janko Lampret                                                                                            | za prizadevno delo pri društvu Branik in pri Partizan Maribor - Center                                                                                                  |
| 1972    | Mirko Lokovšek                                                                                           | za organizacijsko delo in zasluge pri gradnji športnih objektov |
| 1972    | Albin Planinc                                                                                            | za tekmovalne dosežke v šahu |
| 1972    | Mitja Prešern                                                                                            | za razvoj plavalnega športa, organizacijsko in strokovno delo v telesni kulturi                                                                                         |
| 1972    | Danilo Pudgar                                                                                            | za tekmovalne dosežke v smučarskih skokih |
| 1972    | Stanko Rebolj                                                                                            | za zasluge pri razvoju namiznega tenisa |
| 1972    | Pavla Sitar                                                                                              | za tekmovalne dosežke med invalidi - športniki |
| 1972    | Nada Smola                                                                                               | za delo z mladino v TVD Partizan |
| 1972    | Ivan Šumljak                                                                                             | za zasluge pri uvedbi slovenske planinske transverzale |
| 1972    | Bernard Urbančič                                                                                         | za razvoj šolske športne vzgoje in športa v občini Postojna |
| 1972    | Tine Veber                                                                                               | za organizacijsko in strokovno delo, posebej v TVD Partizan |
| 1972    | Pavlin Zule                                                                                              | za organizacijsko delo v športu |
| 1972    | Marjan Žerjal                                                                                            | za delo z mladino na Primorskem |
| 1972    | Krajevna skupnost Murska Sobota                                                                          | za izgradnjo, urejanje in vzdrževanje športnih objektov |
| 1972    | Šolsko športno društvo pri OŠ Katja Rupena                                                               | za vzgojno delo na področju športa |
| 1972    | TVD Partizan Novo mesto                                                                                  | za bogato društveno dejavnost |
| 1973    | Slavan Berlisk                                                                                           | za razvoj smučarskega športa |
| 1973    | Tugomir Brozovič                                                                                         | za vsestransko delo v telesni kulturi, zlasti pri plavanju |
| 1973    | Karel Fanedl                                                                                             | za zasluge pri razvoju smučanja in planinstva |
| 1973    | Mirko Fetih                                                                                              | za zasluge pri razvoju planinstva |
| 1973    | Alojz Horvat                                                                                             | za zasluge pri razvoju mariborske atletike |
| 1973    | Vlado Horvat                                                                                             | za razvoj kegljanja in strelstva |
| 1973    | Pavel Janežič                                                                                            | za vključevanje slepih in slabovidnih v šport, zlasti v smučanje |
| 1973    | Mirjana Jaušovec                                                                                         | za tekmovalne dosežke v tenisu |
| 1973    | Franc Jezernik                                                                                           | za zasluge pri razvoju težkoatletskih športov |
| 1973    | Marko Kavčič                                                                                             | za tekmovalne dosežke v alpskem smučanju |
| 1973    | Matija Klinar                                                                                            | za delo v planinski organizaciji |
| 1973    | Martin Končan                                                                                            | za organizacijsko delo v športu, posebej v TVD Partizan |
| 1973    | Martin Košir                                                                                             | za zasluge pri razvoju smučanja slepih in slabovidnih |
| 1973    | Marjan Magušar                                                                                           | za razvoj alpskega smučanja v Sloveniji |
| 1973    | Marjan Mesec                                                                                             | za tekmovalne dosežke v smučarskih skokih |
| 1973    | Janez Pavčič                                                                                             | za uspehe pri razvoju smučarskega teka |
| 1973    | Stanislava Pelko                                                                                         | za uspešno mentorstvo v ŠŠD v Kranju |
| 1973    | Janko Pertot                                                                                             | za življenjsko delo v športu, posebej v TVD Partizan |
| 1973    | Dušan Petrovič                                                                                           | za vsestransko delo v športu |
| 1973    | Ernest Pikl                                                                                              | za uspešno delovanje na različnih športnih področjih |
| 1973    | Ciril Praček                                                                                             | za razvoj smučanja, planinstva in alpinizma |
| 1973    | Franc Ramskugler                                                                                         | za razvoj košarke in rokometa v Celju |
| 1973    | Lidija Rupnik-Šifrer                                                                                     | za dolgoletno delo v gimnastiki |
| 1973    | Lado Simoniti                                                                                            | za uspešno delo v kajakaškem športu |
| 1973    | Pavle Šegula                                                                                             | za zasluge pri organiziranju odprav slovenskih alpinistov v tuja gorstva in publicistično delovanje                                                                     |
| 1973    | Jože Škraba                                                                                              | za razvoj juda v Sloveniji |
| 1973    | Mirko Trebičnik                                                                                          | za aktivnost v športu, posebej v TVD Partizan |
| 1973    | France Zorn                                                                                              | za razvoj športa na Goriškem |
| 1973    | Vincenc Žgajnar                                                                                          | za vsestransko organiziranje športa |
| 1973    | Košarkarski klub Ilirija                                                                                 | za razvoj košarke v Sloveniji |
| 1973    | Smučarski klub Transturist                                                                               | za zasluge pri razvoju smučarskega športa med mladino |
| 1973    | Šahovski klub Kočevje                                                                                    | za razvoj šaha med otroki v šolah |
| 1973    | Šolsko športno društvo hudinja na OŠ Franja Vrunča                                                       | za uspešno delovanje ter obogaten sistem vadbe in tekmovanj |
| 1973    | Šolsko športno društvo Kajuh na I. gimnaziji Celje                                                       | za uspešno delo s poudarkom na vzgojnih, učnih in organizacijskih vrednotah                                                                                             |
| 1974    | Aleks Čebulj                                                                                             | za vaditeljsko in organizacijsko delo v alpskem smučanju |
| 1974    | Ljubo Filipan                                                                                            | za razvoj vrhunske košarke v Sloveniji |
| 1974    | Miran Gašperšič                                                                                          | za tekmovalne dosežke v alpskem smučanju |
| 1974    | Janez Gologranc                                                                                          | za uspešno delo v rokometu |
| 1974    | Tone Goršič                                                                                              | za delo v rokometu in športni rekreaciji |
| 1974    | Henrik Hakl                                                                                              | za organizacijsko delo v nogometu |
| 1974    | Pavel Kobilica                                                                                           | za tekmovalne dosežke v smučarskem teku |
| 1974    | Marijan Kopitar                                                                                          | za organizacijsko in strokovno delo ter tekmovalne dosežkev atletiki |
| 1974    | Janko Kosmina                                                                                            | za tekmovalne dosežke in organizacijsko delo v jadralnem športu |
| 1974    | Štefan Lednik                                                                                            | za vsestransko dejavnost v telesni kulturi |
| 1974    | Matija Maležič                                                                                           | za dosežke v alpinizmu in »himalajizmu«; jamar, publicist, filmski snemalec                                                                                             |
| 1974    | Janez Obštetar                                                                                           | za tekmovalne dosežke v skokih v vodo, za trenersko delo in zasluge za razvoj ter športne panoge                                                                        |
| 1974    | Sonja Ocvirk                                                                                             | za vsestransko dejavnost in dosežke v TVD Partizan |
| 1974    | Majda Peperko - Zorko                                                                                    | za pedagoško in strokovno delo v telesni kulturi |
| 1974    | Marjan Peternel                                                                                          | za delo v društvu paraplegikov in tekmovalne uspehe |
| 1974    | Alfred Petrič                                                                                            | za organizacijsko delo, zlasti v nogometu |
| 1974    | Irena Pevec                                                                                              | za vsestransko delo v športu |
| 1974    | Vladimir Poljanec                                                                                        | za vsestransko delo v telesni kulturi |
| 1974    | Miha Potočnik                                                                                            | za zasluge pri odpravljanju plavalne nepismenosti |
| 1974    | Janko Prinčič                                                                                            | za razvoj, organizacijo, sojenje in treniranje košarke |
| 1974    | Miran Savnik                                                                                             | za tekmovalne dosežke v namiznem tenisu. Leta 1972 mladinski evropski prvak                                                                                             |
| 1974    | Milan Smerdu                                                                                             | za organizacijsko in strokovno delo v TVD Partizan |
| 1974    | Peter Svet                                                                                               | za tekmovalne dosežke v atletiki |
| 1974    | Franc Taurer                                                                                             | za delo v invalidskem športu |
| 1974    | Jože Turk                                                                                                | za tekmovalne dosežke v kegljanju |
| 1974    | Štefka Zadnik                                                                                            | za organizacijsko in strokovno delo v športni gimnastiki |
| 1974    | Rudi Ževart                                                                                              | za vzgojno, strokovno in organizacijsko delo ter organizacijo delavskih športnih iger                                                                                   |
| 1974    | OZD Cinkarna Celje                                                                                       | za razvoj športne rekreacije zaposlenih delavcev |
| 1974    | Šolsko športno društvo Gimnazija Ravne na Koroškem                                                       | za uspehe v šolskem športu in sodelovanje na avstrijskem Koroškem |
| 1974    | Šolsko športno društvo Polet                                                                             | za kvalitetno raven šolskega športa |
| 1974    | Železničarsko športno društvo - rokometni klub                                                           | za tekmovalne in organizacijske dosežke ter za vzgojo mladih rokometašev                                                                                                |
| 1974    | V. Jugoslovanska alpinistična himalajska odprava                                                         | za dosežke 15-članske odprave |
| 1975    | Stane Butolen                                                                                            | za organizacijsko delo v invalidskem športu v koroški regiji |
| 1975    | Franc Cvenkelj                                                                                           | za organizacijsko delo in mentorstvo v telesnokulturnih organizacijah                                                                                                   |
| 1975    | Emil Hvalica                                                                                             | za organizacijsko delo in popularizacijo športa, zlasti odbojke |
| 1975    | Miha Iskra                                                                                               | za dolgoletno strokovno in organizacijsko delo v športu |
| 1975    | Jožica Kabaj                                                                                             | za strokovno, organizacijsko in pedagoško delo v TVD Partizan |
| 1975    | Marija Kit                                                                                               | za zasluge pri razvoju plavalnega športa |
| 1975    | Stane Koblar                                                                                             | za uspešno delo v Gorski reševalni službi Slovenije |
| 1975    | Marija Kosec - Magušar                                                                                   | za strokovno delo v predšolski telesni vzgoji |
| 1975    | Bojan Križaj                                                                                             | za tekmovalne uspehe v alpskem smučanju, zlasti za 1. mesto na mladinskem EP v slalomu                                                                                  |
| 1975    | Franc Peternel starejši                                                                                  | za tekmovalne dosežke v streljanju |
| 1975    | Tone Pogačnik                                                                                            | za strokovno in organizacijsko delo v gimnastiki |
| 1975    | Elica Pšeničnik                                                                                          | za zasluge pri razvoju športa nasploh in še posebej v TVD Partizan |
| 1975    | Franci Savenc                                                                                            | za delo pri razvoju slovenskega in jugoslovanskega alpinizma |
| 1975    | Miha Smolej                                                                                              | za tekmovalne dosežke v kegljanju na ledu |
| 1975    | Marjan Špilar                                                                                            | za uspešno pedagoško delo, predvsem v atletiki |
| 1975    | Ciril Tručl                                                                                              | za dolgoletni bistveni prispevek k razvoju športa v Pomurju |
| 1975    | Jože Urankar                                                                                             | za tekmovalne dosežke v dviganju uteži |
| 1975    | Miljutin Vesel                                                                                           | za organizacijsko in strokovno delo v namiznem tenisu |
| 1975    | Sindikalno športno društvo Ingrad                                                                        | za uspehe v delavskem športu |
| 1975    | Smučarski skakalni klub Logatec                                                                          | za uspehe in dosežke v smučarskem skakalnem športu |
| 1975    | Šolsko športno društvo France Prešeren                                                                   | za množičnost in moderno zasnovano športno dejavnost |
| 1975    | ŠŠD Tehnik                                                                                               | za uspešno športno dejavnost |
| 1975    | Rod Bičkova skala                                                                                        | za vzgojno delo z naraščajem in širjenje taborništva v svojem okolju |
| 1975    | TVD Partizan Dol pri Ljubljani                                                                           | za uspešno dejavnost v krajevni skupnosti |
| 1975    | TVD Partizan Fram                                                                                        | za razvijanje športno rekreacijske dejavnosti |
| 1976    | Emil Ajtič                                                                                               | za delo pri izgradnji športnih objektov, predvsem smučarskih |
| 1976    | Umbert Bizjak                                                                                            | za širjenje športa in gradnjo športnih objektov v Brdih |
| 1976    | Jože Borštner                                                                                            | za prizadevno in uspešno delo v športu |
| 1976    | Ciril Debeljak                                                                                           | za organizacijsko in pedagoško delo v alpinizmu |
| 1976    | Miran Fux                                                                                                | za športno rekreativno dejavnost in za gradnjo športnih objektov |
| 1976    | Boris Holly                                                                                              | za mentorstvo v ŠŠD pri OŠ “France Prešeren” |
| 1976    | Peter Juteršnik                                                                                          | za organizacijsko in strokovno delo v košarki |
| 1976    | Franjo Kunej                                                                                             | za dolgoletno organizacijsko in strokovno delo |
| 1976    | Antonija Lazarevič                                                                                       | za strokovno delo v šoli in društvu Partizan Maribor |
| 1976    | Alfonz Ledinek                                                                                           | za strokovno delo in razvoj športa med študenti |
| 1976    | Branko Leskošek                                                                                          | za tekmovalne dosežke v letalskem modelarstvu |
| 1976    | Janja Marinc                                                                                             | za tekmovalne dosežke v kegljanju |
| 1976    | Bogdan Norčič                                                                                            | za tekmovalne dosežke v smučarskih skokih |
| 1976    | Borut Petrič                                                                                             | za vrhunske tekmovalne dosežke v plavanju |
| 1976    | Franc Pučko                                                                                              | za delo v športu, zlasti pri odbojki |
| 1976    | Jože Teržan                                                                                              | za tekmovalne dosežke v strelstvu |
| 1976    | Magda Urh                                                                                                | za tekmovalne dosežke v kegljanju |
| 1976    | Gorsko reševalna služba Prevalje                                                                         | za požrtvovalnost pri reševanju v gorah in preventivno dejavnost v alpinizmu                                                                                            |
| 1976    | Komisija za športno rekreacijo občinskega sveta zveze sindikatov Slovenije Maribor                       | za uspehe pri vključevanju v športno rekreativno dejavnost občanov |
| 1976    | Nogometni klub Bela krajina                                                                              | za velik prispevek pri razvoju nogometa |
| 1976    | Strelsko društvo Panovec                                                                                 | za razvoj strelskega športa na Primorskem |
| 1976    | Šolsko športno društvo Polet                                                                             | za vsestransko dejavnost v šolskem športu |
| 1976    | Zveza tabornikov Škofja Loka                                                                             | za razvoj taborniške organizacije v občini |
| 1976    | Železarna Štore                                                                                          | za množično vključevanje delavcev v športno rekreacijo |
| 1977    | Jože Benedičič                                                                                           | za organizacijsko delo v smučarski sekciji pri TVD Partizan |
| 1977    | Pavel Cesar                                                                                              | za življenjsko delo v športu |
| 1977    | Jožef Colja                                                                                              | za strokovno in organizacijsko delo v športu |
| 1977    | Anka Colnar - Košnik                                                                                     | za zasluge pri razvoju plavanja |
| 1977    | Danilo Florenin                                                                                          | za organizacijsko delo pri razvoju društva Partizan |
| 1977    | Marjan Jemec                                                                                             | za prizadevno delo v športu, posebej v športni gimnastiki |
| 1977    | Peter Kauzer starejši                                                                                    | za uspehe v kajaku na divjih vodah |
| 1977    | Mirko Kolnik                                                                                             | za tekmovalne dosežke in strokovno delo v atletiki |
| 1977    | Roman Lešek                                                                                              | za tekmovalne dosežke in strokovno delo v atletiki |
| 1977    | Zora Ličen                                                                                               | za strokovno delo v gimnastiki na Primorskem |
| 1977    | Breda Lorenci - Babošek                                                                                  | za tekmovalne dosežke v atletiki |
| 1977    | Anica Mihorko                                                                                            | za športne uspehe in organizacijsko delo v odbojki in strelstvu |
| 1977    | Tone Pevec                                                                                               | za strokovno in organizacijsko delo v športu |
| 1977    | Franc Peternel                                                                                           | za tekmovalne uspehe v strelstvu |
| 1977    | Silvan Poberaj                                                                                           | za uspehe v kajaku na divjih vodah |
| 1977    | Jože Raišp                                                                                               | za strokovno in organizacijsko delo, predvsem v smučarskem teku |
| 1977    | Milan Razdevšek                                                                                          | za angažiranost pri razvoju športa in gradnji športnih objektov |
| 1977    | Boris Strel                                                                                              | za tekmovalne dosežke v alpskem smučanju. Evropski prvak leta 1977 v veleslalomu                                                                                        |
| 1977    | Janez Vagner                                                                                             | za prizadevno delo s šolsko mladino |
| 1977    | Aeroklub Celje                                                                                           | za vzgojo letalskih kadrov in športne uspehe |
| 1977    | Kolesarski klub Beltinci                                                                                 | za širjenje športne dejavnosti v vaškem okolju in dosežke v kolesarstvu                                                                                                 |
| 1977    | Komisija za športno rekreacijo pri TAM Maribor                                                           | za dosežke pri razvoju rekreacije v kolektivu in v občini |
| 1977    | OZD Aero                                                                                                 | za uspehe pri razvijanju športne rekreacije |
| 1977    | Šahovski klub pri ŽŠD Maribor                                                                            | za razvoj šahovske igre in kakovostne dosežke |
| 1977    | Šolsko športno društvo OŠ Postojna                                                                       | za uspešno delo v šolskem športu, posebej pri planinstvu |
| 1977    | ŠPORTNI KLUB ZAHOMC                                                                                      | za uspehe v smučarskih skokih in utrjevanje sodelovanja s sosednjimi deželami                                                                                           |
| 1977    | TVD partizan Kamna Gorica                                                                                | za uspehe pri gradnji športnih objektov |
| 1977    | TVD partizan Piran                                                                                       | za množičnost v športni rekreaciji |
| 1977    | TVD partizan Renče                                                                                       | za množičnost ter uspehe v plavanju in vaterpolu |
| 1978    | Marija Andoljšek                                                                                         | za dolgoletno uspešno delo v športu |
| 1978    | Rudolf Bajec                                                                                             | za organizacijsko delo v športu, predvsem pri urejanju športnih objektov                                                                                                |
| 1978    | Jože Božič                                                                                               | za organizacijsko delo v Atletski zvezi Slovenije |
| 1978    | Lojze Fajdiga                                                                                            | za strokovno in organizacijsko delo v kolesarstvu |
| 1978    | Albin Galof                                                                                              | za zasluge pri razvoju telesne kulture |
| 1978    | Vida Gerbec                                                                                              | za športne dosežke in širjenje športa, predvsem v gimnastiki |
| 1978    | Dušan Gradišnik                                                                                          | za strokovno in organizacijsko delo v planinstvu |
| 1978    | Janez Herzog                                                                                             | za organizacijsko delo v plavanju |
| 1978    | Janez Kališnik                                                                                           | za organizacijsko in strokovno delo v športu |
| 1978    | Rok Kopitar                                                                                              | za tekmovalne dosežke v atletiki |
| 1978    | Vinko Lovrinc                                                                                            | za organizacijsko delo v strelskem športu |
| 1978    | Srečko Masle                                                                                             | za tekmovalne dosežke v kanuju na divjih vodah |
| 1978    | Sonja Milič                                                                                              | za tekmovalne uspehe v namiznem tenisu |
| 1978    | Tone Praček                                                                                              | za uspešno delo v šolskem športu |
| 1978    | Franc Rostohar                                                                                           | za delo v športu, posebej v košarki |
| 1978    | Vili Sekereš                                                                                             | za delovanje v šolskem športu |
| 1978    | Mira Stani                                                                                               | za strokovno delo, predvsem v TVD Partizan |
| 1978    | Bogdan Stergar                                                                                           | za delo v športu, posebej pri TVD Partizan ter v šolskem športu |
| 1978    | Ljuba Tkalčič                                                                                            | za tekmovalne dosežke v kegljanju, prva na SP 1978 v dvojicah |
| 1978    | Oton Velunšek                                                                                            | za dosežke v letalskem modelarstvu |
| 1978    | Jože Zajc                                                                                                | za delo v šolskem športu in planinstvu |
| 1978    | Komisija za športno rekreacijo Tovarne verig                                                             | za razmah športne rekreacije v delovnem kolektivu in občini |
| 1978    | Košarkarski klub Celje                                                                                   | za uspešen razvoj košarke in ustanovitev novega košarkarskega centra v Sloveniji                                                                                        |
| 1978    | Regatni odbor Bled                                                                                       | za razvoj veslaškega športa v Sloveniji |
| 1978    | Slovenijales, LIK Savinja                                                                                | za razvoj športno rekreativne dejavnosti v kolektivu in občini |
| 1978    | ŠŠD Branko Brelih                                                                                        | za prizadevno delo v šolskem športu |
| 1978    | TVD partizan Zgornje Gorje                                                                               | za razvoj športa in uspehe v smučarskem teku |
| 1978    | TVD partizan Trnovo                                                                                      | za množičnost v športu in skrb za športno rekreacijo |
| 1978    | Zbor atletskih sodnikov                                                                                  | za požrtvovalno delo pri organizaciji vrhunskih prireditev v atletiki                                                                                                   |
| 1979    | Milena Beškovnik                                                                                         | za organizacijsko in strokovno delo ter mentorstvo v šolskem športu |
| 1979    | Marjan Cotič                                                                                             | za organizacijsko delo v telesni kulturi |
| 1979    | Jasna Dokl                                                                                               | za tekmovalne dosežke v športni gimnastiki |
| 1979    | Miran Horvat                                                                                             | za pedagoško in strokovno delo v telesni kulturi |
| 1979    | Milan Jerman                                                                                             | za organizacijsko delo v atletiki |
| 1979    | Andrej Karničar                                                                                          | za življenjsko delo v telesni kulturi |
| 1979    | Matko Kavtičnik                                                                                          | za življenjsko delo v TVD Partizan in smučarskem športu |
| 1979    | Marjan Klavora                                                                                           | za dolgoletno pedagoško delo v atletiki in smučanju |
| 1979    | Marijan Kolarič                                                                                          | za strokovno in organizacijsko delo v atletiki |
| 1979    | Vladimir Kosi                                                                                            | za dolgoletno aktivno delo v nogometu |
| 1979    | Radivoje Krivokapić                                                                                      | za vrhunske dosežke v rokometu |
| 1979    | Jože Kuralt                                                                                              | za tekmovalne dosežke v alpskem smučanju |
| 1979    | Matjaž Mulej                                                                                             | za športno udejstvovanje in organizacijsko delo v športu |
| 1979    | Franc Očko                                                                                               | za tekmovalne dosežke v judu. Mladinski evropski prvak |
| 1979    | Igor Pignatari                                                                                           | za organizacijo in mentorstvo v telesni kulturi |
| 1979    | Mirko Sitar                                                                                              | za športno aktivnost in vzgojno ter strokovno delo v smučarskem športu                                                                                                  |
| 1979    | Franc Srakar                                                                                             | za strokovno in organizacijsko delo v atletski sodniški organizaciji |
| 1979    | Anton Sterniša                                                                                           | za aktivno delo v športu v Zasavju |
| 1979    | Franc Škerlj                                                                                             | za tekmovalne dosežke in strokovno delo v kolesarstvu |
| 1979    | Vlado Veber                                                                                              | za strokovno in organizacijsko delo v športu |
| 1979    | Adi Vidmajer                                                                                             | za organizacijsko in strokovno delo v ŠŠD |
| 1979    | Kegljaški klub Celje                                                                                     | za organizacijsko delo in tekmovalne dosežke |
| 1979    | Krajevna skupnost Lipovci                                                                                | za širjenje športno rekreacijske dejavnosti med krajani |
| 1979    | Plavalni klub Ilirija                                                                                    | za dolgoletno uspešno delovanje in organizacijo tečajev za neplavalce                                                                                                   |
| 1979    | Strelska družina Olimpija                                                                                | za širjenje strelskega športa in tekmovalne dosežke |
| 1979    | ŠŠD OŠ Prebold                                                                                           | za uspehe pri razširjanju množičnosti v športu |
| 1979    | ŠŠD Storžič pri OŠ heroja Gajzerja                                                                       | za uspehe pri širitvi množičnosti |
| 1979    | Trimske oddaje Televizije Ljubljana                                                                      | za osveščanje in spodbujanje k množičnim športnim dejavnostim |
| 1980    | Jože Banfi                                                                                               | za tekmovalne dosežke na področju invalidskega športa |
| 1980    | Gorazd Bertok                                                                                            | za organizacijsko in strokovno delo v telesni kulturi |
| 1980    | Tine Brilej                                                                                              | za dolgoletno uspešno delo v telesni kulturi, posebej rokometu |
| 1980    | Franc Čebohin                                                                                            | za 60-letno delo v športu na vseh ravneh |
| 1980    | Milan Čurin                                                                                              | za dolgoletno delo v športu, posebej smučanju |
| 1980    | Jure Franko                                                                                              | za tekmovalne dosežke v alpskem smučanju, predvsem za 2. in 3. mesto na mladinskem EP                                                                                   |
| 1980    | Cirila Gašperšič in Janez Gašperšič                                                                      | za uspešno delo v smučarskem klubu Alpetour |
| 1980    | Albina Horvat                                                                                            | za strokovno in organizacijsko delo v ŠŠD in atletiki |
| 1980    | Lucijan Kleva                                                                                            | za tekmovalne uspehe in strokovno delo v veslanju |
| 1980    | Bojan Kolenc                                                                                             | za vsestransko aktivnost na športnem področju |
| 1980    | Ivan Kovačič                                                                                             | za dolgoletno aktivno udejstvovanje ter za organizacijsko in strokovno delo v športu                                                                                    |
| 1980    | Aleksander Lauš                                                                                          | za organizacijsko delo v športu |
| 1980    | Ludvik Lebar                                                                                             | za vestno in neumorno delo v športu |
| 1980    | Maks Megušar                                                                                             | za strokovno delo v atletski organizaciji |
| 1980    | Jože Okoren                                                                                              | za vrhunske dosežke v športu paraplegikov |
| 1980    | Breda Pergar                                                                                             | za vrhunske dosežke v atletiki |
| 1980    | Darjan Petrič                                                                                            | za vrhunske dosežke v plavanju |
| 1980    | Ivanka Purgaj                                                                                            | za dolgoletno uspešno delo v športu |
| 1980    | Robert Romih                                                                                             | za dolgoletno aktivno udejstvovanje in organizacijsko delo v športu |
| 1980    | Leopold Rovan                                                                                            | za organizacijsko in strokovno delo v telesni kulturi |
| 1980    | Tone Ule                                                                                                 | za dolgoletno in strokovno delo v odbojki, širitvi množičnosti ter za dosežke pri športni vzgoji mladih                                                                 |
| 1980    | Bojan Vončina                                                                                            | za organizacijsko delo pri razvijanju množičnosti ter za dosežke pri športni vzgoji mladih                                                                              |
| 1980    | Atletsko društvo Maribor                                                                                 | za vzgojo atletskega naraščaja |
| 1980    | Krajevna skupnost Bakovci                                                                                | za uveljavljanje športne dejavnosti med krajani |
| 1980    | Revija Telesna kultura                                                                                   | za prispevek k hitrejšemu razvoju športa pri nas |
| 1980    | Strelska družina Mrož                                                                                    | za uspešnost na področju množične obrambne vzgoje krajanov |
| 1980    | ŠŠD Poljane                                                                                              | za uspešno delovanje in vključevanje mladih v športne dejavnosti |
| 1980    | Taborniški odred Kriška gora                                                                             | za uspešno organizacijsko in vzgojno delo |
| 1980    | TVD partizan Kranj                                                                                       | za uspešno delovanje v športni rekreaciji vseh starostnih kategorij |
| 1981    | Sašo Apostolovski                                                                                        | za tekmovalne dosežke v atletiki |
| 1981    | Vlado Bojovič                                                                                            | za tekmovalne dosežke v rokometu |
| 1981    | Gregor Hiti                                                                                              | za strokovno in organizacijsko delo pri uveljavljanju telesne kulture med študenti                                                                                      |
| 1981    | Marica Hočevar                                                                                           | za dolgoletno delo v konjeniškem športu |
| 1981    | Miha Jezeršek                                                                                            | za zasluge pri razvoju rokometa |
| 1981    | Peter Kafol                                                                                              | za delo v športu, zlasti v košarki |
| 1981    | Milena Kolnik                                                                                            | za strokovno delo, zlasti na področju ŠŠD |
| 1981    | Marjan Krapež                                                                                            | za prizadevno delo v telesnokulturnih organizacijah |
| 1981    | Mirko Lebar                                                                                              | za uspešno trenersko delo v plavalnem klubu Rudar |
| 1981    | Tomislav Lešnik                                                                                          | za delo na področju telesne kulture |
| 1981    | Franc Moljk                                                                                              | za dolgoletno delo v rokometu in ŠŠD |
| 1981    | Viktor Pelc                                                                                              | za 20-letno vodniško, sodniško in organizacijsko delo v TVD Partizan |
| 1981    | Tone Prelesnik                                                                                           | za organizacijsko in trenersko delo ter zasluge za množični šport v Kočevju                                                                                             |
| 1981    | Mirko Ramuš                                                                                              | za delo v jeseniškem športu, zlasti v hokeju in smučanju |
| 1981    | Srečko Remih                                                                                             | za mentorstvo in uspehe v ŠŠD na osnovni šoli Podčetrtek |
| 1981    | Tomo Šajn                                                                                                | za delo v taborniški organizaciji Slovenije in v odredu “Snežniški ruševec”                                                                                             |
| 1981    | Marika Šerbela - Rupnik                                                                                  | za prizadevno delo in tekmovalne dosežke s paraplegiki |
| 1981    | Marjan Šonc                                                                                              | za delo v telesnokulturnih organizacijah in zasluge pri širjenju smučanja v dolenjski regiji                                                                            |
| 1981    | Herman Tomažič                                                                                           | za strokovno in organizacijsko delo v telesni kulturi |
| 1981    | Primož Ulaga                                                                                             | za vrhunske dosežke v smučarskih skokih |
| 1981    | Mirko Unger                                                                                              | za strokovno in organizacijsko delo v namiznem tenisu |
| 1981    | Niko Vrabl                                                                                               | za razvoj juda in tekmovalne dosežke |
| 1981    | Vid Vuga                                                                                                 | za delo v atletiki in množičnem športu |
| 1981    | Friderik Žorga                                                                                           | za dolgoletno delo v atletiki |
| 1981    | Alpinistični odsek PD Tržič                                                                              | za alpinistično dejavnost, vzgojo mladih, za delo v GRS in za uspehe v številnih alpinističnih odpravah                                                                 |
| 1981    | Društvo partizan Koper                                                                                   | za uspešno izvajanje programov, zlasti pri vadbi otrok in starejših občanov                                                                                             |
| 1981    | Revija Tabor                                                                                             | za pospeševanje taborniške dejavnosti in nepretrgano izhajanje revije                                                                                                   |
| 1981    | Strelska družina Celje                                                                                   | za uspešno vzgojno delo, tekmovalne dosežke in izgradnjo objektov |
| 1981    | Šolsko športno društvo OŠ XIV. divizije                                                                  | za uspešno dejavnost s prizadetimi otroki |
| 1981    | Trim klub Krka                                                                                           | za širjenje športno rekreacijskih dejavnosti med delavci tovarne Krka                                                                                                   |
| 1982    | Janez Brojan                                                                                             | za uspešno delo v planinski organizaciji |
| 1982    | Edi Dolinšek                                                                                             | za dolgoletno uspešno delo v odbojki |
| 1982    | Andrej Franko                                                                                            | za razvoj atletike na Goriškem |
| 1982    | Jože Hladnik                                                                                             | za organizacijsko in strokovno delo v atletiki |
| 1982    | Franc Homan                                                                                              | za pospeševanje športa in telesne kulture v občini Tržič |
| 1982    | Slavko Hribar                                                                                            | za organizacijsko in strokovno delo v množičnem športu |
| 1982    | Jože Jerman                                                                                              | za organizacijsko delo v društvu in krajevni skupnosti |
| 1982    | Bogdan Jež                                                                                               | za razvoj strelskega športa v Sloveniji in Jugoslaviji |
| 1982    | Ciril Klajnšček                                                                                          | za 35-letno uspešno delo v nogometu |
| 1982    | Milan Kneževič                                                                                           | za delo v šahovski organizaciji in v ptujskem športu |
| 1982    | Jože Kopitar                                                                                             | za tekmovalne uspehe in strokovno delo v atletiki |
| 1982    | Lidija Lapajne - Benedetič                                                                               | za vrhunske dosežke v atletiki |
| 1982    | Ljubo Novak                                                                                              | za strokovno in organizacijsko delo v atletiki |
| 1982    | Ferdo Pak                                                                                                | za organizacijsko delo v košarki v več občinah |
| 1982    | Stane Papež                                                                                              | za strokovno in organizacijsko delo v rokometu |
| 1982    | Ivan Peršak                                                                                              | za delo pri športno rekreacijski dejavnosti paraplegikov in tetraplegikov v Sloveniji                                                                                   |
| 1982    | Bojan Planinšek                                                                                          | za dolgoletno aktivnost v športu |
| 1982    | Aljoša Škabar                                                                                            | za organizacijsko strokovno delo v namiznem tenisu in jadranju |
| 1982    | Valter Štajner                                                                                           | za življenjsko delo v atletiki |
| 1982    | Iva Tence                                                                                                | za uspešno delo v šolskem športnem društvu na srednji šoli |
| 1982    | Franjo Tič                                                                                               | za več kot 40-letno delo v športu |
| 1982    | Metod Trebičnik                                                                                          | za dolgoletno plodno delo v športu |
| 1982    | Albin Vengust                                                                                            | za delo v planinski organizaciji, zlasti v GRS |
| 1982    | Alpinistični odsek pri PD Celje                                                                          | za vrhunske dosežke in uspehe pri vzgoji kadrov v več kot 30-letnem obdobju                                                                                             |
| 1982    | Atletski klub Gorica                                                                                     | za uspehe in razmah atletike v Novi Gorici, na Goriškem, v Sloveniji in v Jugoslaviji                                                                                   |
| 1982    | Kajak kanu klub Ljubljana                                                                                | za razvoj in dosežke v kajakaštvu in kanuizmu na divjih vodah |
| 1983    | Tomaž Banovec                                                                                            | za uspešno delo v planinski organizaciji Slovenije |
| 1983    | Drago Bizjak                                                                                             | za uspešno delo v organizaciji TVD Partizan |
| 1983    | Nikolaj Čargo                                                                                            | za razvoj odbojke v Sloveniji |
| 1983    | Milan Čepin                                                                                              | za strokovno delo v košarki, rokometu in atletiki |
| 1983    | Primož Čerin                                                                                             | za tekmovalne uspehe v kolesarstvu |
| 1983    | Franc Ekar                                                                                               | za delo v planinski organizaciji |
| 1983    | Rado Gospodarič                                                                                          | za organizacijsko delo v športu, zlasti v atletskem klubu |
| 1983    | Franc Hvasti                                                                                             | za tekmovalne in trenerske dosežke v kolesarstvu |
| 1983    | Pavel Kandus                                                                                             | za dolgoletno požrtvovalno delo v rokometu |
| 1983    | Anton Kos                                                                                                | za dolgoletno delo v judu |
| 1983    | Uroš Langerholc                                                                                          | za dosežke v kartingu in popularizacijo avto-moto športa |
| 1983    | Milan Lorenci                                                                                            | za organizacijsko in strokovno delo v atletiki |
| 1983    | Rado Mejovšek                                                                                            | za razvoj množičnosti v športu |
| 1983    | Jože Melanšek                                                                                            | za večletno vsestransko aktivnost v športu |
| 1983    | Alojz Mikolič                                                                                            | za tekmovalne dosežke in organizacijsko delo v strelstvu |
| 1983    | Špiro Nikovič                                                                                            | za razvoj smučanja in alpinizma v Sloveniji |
| 1983    | Vojko Orel                                                                                               | za trenersko in organizacijsko delo v atletiki |
| 1983    | Dana Pitamic                                                                                             | za uspešno dejavnost v telesnokulturnih organizacijah |
| 1983    | Lidija Prešeren                                                                                          | za strokovno in organizacijsko delo v plavanju |
| 1983    | Bojan Ropret                                                                                             | za vrhunske dosežke v kolesarstvu |
| 1983    | Francka Tanc                                                                                             | za delo v šolskem športu in društvih Partizan |
| 1983    | Franc Tušek                                                                                              | za uspešno delo v odbojki |
| 1983    | Jože Vidmar                                                                                              | za vrhunske dosežke v kajaku na divjih vodah, 3. mesto v C-1 na SP 1983                                                                                                 |
| 1983    | Janko Wiegele                                                                                            | za razmah in uspešno organizacijsko delo med koroškimi Slovenci |
| 1983    | Delovna organizacija EMO                                                                                 | za razvoj športne rekreacije v več kot 3000 članskem delovnem kolektivu                                                                                                 |
| 1983    | Srečko Masle, Andrej Jelenc in Slavko Pintar                                                             | za tekmovalne dosežke na SP v spustu na divjih vodah |
| 1983    | Nogometni klub Slovan                                                                                    | za dolgoletno (70 let) organizirano športno dejavnost, bogato s prebujevalnimi, socialnimi in športnimi dosežki                                                         |
| 1983    | Odbojkarski klub Paloma Branik                                                                           | za uspešno delo in tekmovalne dosežke |
| 1983    | Rokometni klub Brežice                                                                                   | za tridesetletno uspešno delo in tekmovalne dosežke |
| 1983    | Zveza paraplegikov Slovenije                                                                             | za razvoj in dosežke v športni rekreaciji med paraplegiki |
| 1984    | Alojz Bole                                                                                               | za organizacijsko in strokovno delo v športnih organizacijah |
| 1984    | Peter Brlec                                                                                              | za razvoj kotalkanja med zamejskimi Slovenci v Italiji |
| 1984    | Meta Cafuta                                                                                              | za uspešno delo na vzgojnem področju športne vzgoje |
| 1984    | Edvard Centrih                                                                                           | za razvijanje športa med invalidi |
| 1984    | Alenka Cuderman                                                                                          | za tekmovalne dosežke v rokometu |
| 1984    | Vlado Čermak                                                                                             | za trenersko in strokovno delo v plavanju |
| 1984    | Slavko Črne                                                                                              | za trenersko in vzgojno delo v atletiki |
| 1984    | Anatolij Goričan                                                                                         | za dolgoletno delo pri razvijanju smučarskih skokov v Sloveniji |
| 1984    | Viktor Grošelj                                                                                           | za vrhunske dosežke v alpinizmu in pedagoško delo na tem področju |
| 1984    | Emil Herlec                                                                                              | za prizadevno delo v gorski reševalni službi |
| 1984    | Cvetko Hvala                                                                                             | za razvoj planinstva na Goriškem in v zamejstvu |
| 1984    | Srečko Katanec                                                                                           | za odmevne nogometne dosežke |
| 1984    | Filip Leščak                                                                                             | za tekmovalne dosežke v judu |
| 1984    | Anton Majcen                                                                                             | za organizacijsko in strokovno delo v atletski sodniški organizaciji |
| 1984    | Slava Marinček                                                                                           | za organizacijsko in strokovno delo v društvih Partizan |
| 1984    | Milan Mirtič                                                                                             | za organizacijsko dejavnost v športu |
| 1984    | Robert Muhič                                                                                             | za razvoj rokometa na Ptuju |
| 1984    | Joško Papež                                                                                              | za uspešno delo v športu |
| 1984    | Edvard Progar                                                                                            | za razvoj strelskega športa v Sloveniji |
| 1984    | Dušan Puh                                                                                                | za tekmovalne uspehe v jadranju na deski |
| 1984    | Vlado Skerbinjek                                                                                         | za razvoj odbojke v Mariboru |
| 1984    | Majda Slijepčevič                                                                                        | za uspešno delo v šolskem športu |
| 1984    | Franc Somrak                                                                                             | za razvoj športnega balinanja v Sloveniji |
| 1984    | Mateja Svet                                                                                              | za tekmovalne uspehe v alpskem smučanju |
| 1984    | Lovro Šefman                                                                                             | za razvoj kegljaškega športa v Sloveniji |
| 1984    | Edvard Velkavrh                                                                                          | za delo v športni organizaciji, posebej v odbojki |
| 1984    | Vili Vrhunec                                                                                             | za razvoj smučarskih skokov v Sloveniji |
| 1984    | Miha Wohinz                                                                                              | za razvoj športov na vodi v Sloveniji |
| 1984    | Atletski klub Velenje                                                                                    | za delo in uspehe v atletiki |
| 1984    | Krajevna skupnost Prebold                                                                                | za razvoj športne rekreacije med krajani |
| 1984    | Smučarski klub Ihan                                                                                      | za 50 let prizadevnega dela in tekmovalne uspehe |
| 1984    | Strelska družina Kovinar                                                                                 | za množičnost, organizacijo in strokovno delo |
| 1984    | TVD partizan Trnovo                                                                                      | za uspešno organizacijsko in strokovno delo |
| 1985    | Rajmond Debevec                                                                                          | za vrhunske dosežke v strelskem športu |
| 1985    | Jože Dobnik                                                                                              | za uspešno delo v planinski organizaciji |
| 1985    | Viktor Dorn                                                                                              | za vsestransko organizacijsko in strokovno delo v športu |
| 1985    | Polona Dornik                                                                                            | za tekmovalne dosežke v košarki |
| 1985    | Peter Drofenik                                                                                           | za uspešno organizacijsko, strokovno in sodniško delo v atletiki |
| 1985    | Oto Giacomelli                                                                                           | za prispevek k razvoju smučarskih skokov v Sloveniji |
| 1985    | Mirko Hrovatin                                                                                           | za uspešno strokovno in organizacijsko delo v atletiki |
| 1985    | Tugo Klasinc                                                                                             | za življenjsko delo v športnem novinarstvu |
| 1985    | Franc Kodrič                                                                                             | za uspešno delovanje v športu |
| 1985    | Radoljub Kovačević                                                                                       | za strokovno delo v Kajakaški zvezi Slovenije in vodenje kajakaških reprezentanc                                                                                        |
| 1985    | Andreja Leskovšek                                                                                        | za vrhunske dosežke v alpskem smučanju |
| 1985    | Alojz Mavrič                                                                                             | za vsestransko dejavnost v športni gimnastiki |
| 1985    | Marjan Oblak                                                                                             | za uspešno delo v planinski organizaciji |
| 1985    | Vesna Ojsteršek                                                                                          | za tekmovalne dosežke v namiznem tenisu, zlasti za srebrno medaljo na EP 1985                                                                                           |
| 1985    | Rok Petrovič                                                                                             | za vrhunske dosežke v alpskem smučanju |
| 1985    | Danilo Prušnik                                                                                           | za dolgoletno delo pri razvoju športa med koroškimi Slovenci |
| 1985    | Ivan Sevčnikar                                                                                           | za vsestransko uspešno delovanje v smučarskem športu |
| 1985    | Miran Tepeš                                                                                              | za vrhunske dosežke v smučarskih skokih |
| 1985    | Aleš Vest                                                                                                | za uspešno delo v Kajakaški zvezi Slovenije |
| 1985    | Drago Vračun                                                                                             | za pomemben prispevek k razvoju plavalnega športa in za 30-letno delo v raznih športnih panogah                                                                         |
| 1985    | Gašper Zakotnik                                                                                          | za življenjsko delo v športu, zlasti v alpskem smučanju |
| 1985    | Robert Žan                                                                                               | za tekmovalne dosežke v alpskem smučanju |
| 1985    | Andrej Jelenc, Franc Kukec in Srečko Masle                                                               | za tekmovalne dosežke na SP 1985 – 2. mesto |
| 1985    | Jernej Abramič, Janez Skok in Marjan Štrukelj                                                            | za tekmovalne dosežke na SP 1985 – 3. mesto |
| 1985    | Taborniški odred Bistri potok                                                                            | za dolgoletno delo v taborništvu |
| 1986    | Nace Bukovec                                                                                             | za organizacijsko delo v društvu Partizan, šolskem centru in smučanju                                                                                                   |
| 1986    | Tomo Česen                                                                                               | za dosežke v alpinizmu v evropskih, južnoameriških in azijskih gorstvih                                                                                                 |
| 1986    | Miloš Dernovšek                                                                                          | za uspešno organizacijsko in strokovno delo v telesni kulturi |
| 1986    | Dušan Jenko                                                                                              | za 45-letno delo v organiziranju in spodbujanju športa v krajevni skupnosti in občini                                                                                   |
| 1986    | Franc Ježovnik                                                                                           | za prispevek pri razvoju planinstva |
| 1986    | Samo Kokorovec                                                                                           | za tekmovalne dosežke v kotalkanju – 1. mesto na mladinskem SP |
| 1986    | Matjaž Koželj                                                                                            | za vrhunske dosežke v plavanju – 2. mesto na mladinskem EP (200 m delfin)                                                                                               |
| 1986    | Silva Krušič                                                                                             | za 25 let dela v šolski športni vzgoji in za razvijanje množičnosti |
| 1986    | Marika Nagy - Kardinar                                                                                   | za vrhunske dosežke v kegljanju – 1. mesto na SP 1986 in svetovni rekord                                                                                                |
| 1986    | Matjaž Natek                                                                                             | za dolgoletno delo v športu, posebej košarki in celodnevni šoli |
| 1986    | Franc Polenčič                                                                                           | za razvoj množične telesne kulture in športa |
| 1986    | Anica Pollak - Premrov                                                                                   | za dolgoletno delo v konjeniškem športu |
| 1986    | Mirko Polutnik                                                                                           | za 40-letno organizacijsko in strokovno delo v atletiki |
| 1986    | Jože Požar                                                                                               | za vrhunske dosežke v balinanju |
| 1986    | Karel Pruš                                                                                               | za uspešno delo v društvu Partizan in v športu nasploh |
| 1986    | Zdenek Remsa                                                                                             | za pomoč pri razvijanju smučarskih skokov v Sloveniji |
| 1986    | Ivo Šimenc                                                                                               | za vrhunske dosežke v jadralnem letalstvu |
| 1986    | Marija Štremfelj                                                                                         | za vrhunske dosežke v alpinizmu |
| 1986    | Ljubo Urbajs                                                                                             | za 30-letno vodenje slovenskega planinskega društva v Celovcu |
| 1986    | Jakob Valtl                                                                                              | za strokovno in organizacijsko delo v alpskem smučanju |
| 1986    | Jožica Zorc                                                                                              | za 35-letno delo v športu kot vaditeljica, tekmovalka in organizatorka                                                                                                  |
| 1986    | Plavalni klub Rudis Rudar                                                                                | za vzgojno in strokovno delo ter tekmovalne dosežke |
| 1986    | Rokometni klub Burja                                                                                     | za športne dosežke in organiziranje športnega življenja v krajevni skupnosti                                                                                            |
| 1986    | Strelska družina Franc Lešnik-Vuk                                                                        | za uspešno delo in razvoj ter tekmovalne dosežke v streljanju |
| 1986    | ŠD partizan Bilje                                                                                        | za uspešno organizacijsko in tekmovalno dejavnost |
| 1987    | Jernej Abramič                                                                                           | za uspehe v kajaku na divjih vodah na SP 1987 |
| 1987    | Mara Bolčina                                                                                             | za delo v šolskem športu in množični telesni kulturi |
| 1987    | Nikica Božinovič                                                                                         | za uspešno strokovno delo v rokometu |
| 1987    | Pavle Bukovac                                                                                            | za strokovno delo v rokometu in nogometu ter športu nasploh |
| 1987    | Jože Dekleva                                                                                             | za novinarsko in publicistično dejavnost v športu, predvsem v alpskem smučanju                                                                                          |
| 1987    | Andrej Grobiša                                                                                           | za tekmovalne dosežke v kanuju dvosedu na divjih vodah – 2. mesto na SP 1987                                                                                            |
| 1987    | Alojz Jevšenak                                                                                           | za uspešno delo, zlasti v smučarskih skokih |
| 1987    | Ivan Kostelec                                                                                            | za tekmovalne dosežke v atletiki in dolgoletno organizacijsko delo v športu                                                                                             |
| 1987    | Srečko Paul                                                                                              | za uspešno delo v športu, posebej odbojki |
| 1987    | Janko Požar                                                                                              | za razmah strelskega športa in razvoj športa na sploh v občini |
| 1987    | Tadej Slabe                                                                                              | za alpinistične dosežke v jugoslovanskih, evropskih in avstralskih gorstvih                                                                                             |
| 1987    | Marjan Štrukelj                                                                                          | za tekmovalne dosežke v kajakaštvu, 3. mesto na SP 1987 |
| 1987    | Adolf Urbančič                                                                                           | za uspešno strokovno in organizacijsko delo v atletiki |
| 1987    | Mirko Vindiš                                                                                             | za tekmovalne dosežke v atletiki |
| 1987    | Jože Žabkar                                                                                              | za prizadevno delo v konjeniškem športu |
| 1987    | Aeroklub Ptuj                                                                                            | za tekmovalne dosežke in širjenje letalskega športa med mladino |
| 1987    | Jadralni klub Jadro                                                                                      | za tekmovalne uspehe članstva in strokovno delo v jadralstvu |
| 1988    | Stanko Česnik                                                                                            | za uspešno dolgoletno delo pri razvijanju množičnosti in ustvarjanje novih možnosti za športno rekreativno dejavnost                                                    |
| 1988    | Franc Ernestl                                                                                            | za uspešno delo v športu, zlasti pri razmahu športne rekreacije in ženskega rokometa                                                                                    |
| 1988    | Lojze Gvardijančič                                                                                       | za izjemen prispevek pri razvoju nogometne sodniške organizacije in nogometa v Sloveniji                                                                                |
| 1988    | Tone Jager                                                                                               | za dolgoletno delo v strelskem športu kot tekmovalec in organizator |
| 1988    | Ludvik Koprivšek                                                                                         | za uspešno strokovno delo v smučarskih skokih z mnogimi rodovi športnikov                                                                                               |
| 1988    | Lucijan Kozlovič                                                                                         | za delo z mladimi v šoli in športnih organizacijah, še posebej v smučanju in atletiki                                                                                   |
| 1988    | Alojz Koželj                                                                                             | za 40-letno delo v športu, zlasti v strelskem športu |
| 1988    | Alojz Laknar                                                                                             | za 40-letno prizadevno delo v strelski organizaciji v občini Kranj |
| 1988    | Jože Mavrič                                                                                              | za prizadevno delo v ženski športni gimnastiki in za dolgoletno aktivnost v športu                                                                                      |
| 1988    | Alojz Mesarič                                                                                            | za 50-letno organizacijsko in strokovno delo v telesni kulturi, zlasti v TVD Partizan                                                                                   |
| 1988    | Rado Pšeničnik                                                                                           | za delo pri razvoju telesne kulture v občini in vodenje društva |
| 1988    | Ivan Stavbar                                                                                             | za uspešno strokovno in organizacijsko delo v telesni kulturi |
| 1988    | Jožica Šeško                                                                                             | za tekmovalne dosežke v kegljanju na SP 1988 |
| 1988    | Danilo Škerbinek                                                                                         | za uspešno delo v planinski organizaciji |
| 1988    | Jože Šumak                                                                                               | za dolgoletno uspešno delo v odbojki |
| 1988    | Boris Urbanc                                                                                             | za tekmovalne dosežke v kegljanju, 1. mesto na SP 1988 |
| 1988    | Stojna Vangelovska                                                                                       | za tekmovalne dosežke v košarki |
| 1988    | Jure Zdovc                                                                                               | za tekmovalne dosežke v košarki |
| 1988    | Planinsko društvo Snežnik                                                                                | za uspešno delo s poudarkom na množičnosti, informiranju in propagiranju planinstva                                                                                     |
| 1988    | Rokometni klub Drava                                                                                     | za 40 let uspešnega dela in tekmovalne uspehe |
| 1988    | Športno udruženje Dom                                                                                    | za 25-letno uspešno delovanje v zamejstvu, za vključevanje slovenske mladine in razmah dejavnosti v Benečiji                                                            |
| 1989    | Brigita Bukovec                                                                                          | za tekmovalne uspehe v atletiki, zlasti za 3. mesto na mladinskem EP 1989                                                                                               |
| 1989    | Tomaž Čižman                                                                                             | za tekmovalne uspehe v alpskem smučanju, zlasti za 3. mesto na SP 1989                                                                                                  |
| 1989    | Stane Fugina                                                                                             | za življenjsko delo v športu, predvsem košarki ter športnem novinarstvu                                                                                                 |
| 1989    | Anica Goljevšček                                                                                         | za dolgoletno delo v društvu Partizan |
| 1989    | Maja Ivaniševič                                                                                          | za razvoj plavanja v Mariboru |
| 1989    | Milan Janša In Robert Krašovec                                                                           | za vrhunske dosežke v veslanju – 3. mesto na SP v dvojcu s krmarjem |
| 1989    | Herbert Jeglič In Štefan Jug                                                                             | za uspešno delo v rokometnih zvezah Slovenije in Jugoslavije |
| 1989    | Stane Kersnik                                                                                            | za življenjsko delo v planinstvu, alpinizmu in pri GRS |
| 1989    | Ela Košir                                                                                                | za športno dejavnost v občini Domžale |
| 1989    | Alojz Kranjc                                                                                             | za prizadevno delo v športu med zdomci, zlasti v športnem in kulturnem društvu Triglav                                                                                  |
| 1989    | Rado Leskovec                                                                                            | za organizacijsko in strokovno delo v športu, zlasti v rokometu |
| 1989    | Marko Mrak                                                                                               | za amatersko delo v telesni kulturi, zlasti pri akciji “Športno rekreacijo v vsako krajevno skupnost”                                                                   |
| 1989    | Pavla Peitler                                                                                            | za uspehe v atletiki in za strokovno delo |
| 1989    | Aldo Rupel                                                                                               | za uspešno športno dejavnost med zamejskimi Slovenci, posebej na publicističnem in dokumentalističnem področju                                                          |
| 1989    | Jože Senica                                                                                              | za uspešno pedagoško in strokovno delo v športni gimnastiki |
| 1989    | Peter Žigon                                                                                              | za zasluge pri razvoju množične telesne kulture, atletike in smučanja v Novi Gorici                                                                                     |
| 1989    | Janez Žitnik                                                                                             | za vsestransko delo v športu |
| 1989    | Kegljaški klub Emo                                                                                       | za tekmovalne dosežke ženske vrste |
| 1989    | Obalno planinsko društvo                                                                                 | za zasluge in dosežke pri razvoju planinske dejavnosti, še zlasti za delo z mladimi                                                                                     |
| 1989    | TVD partizan Kozje                                                                                       | za dolgoletno delo pri utrjevanju množičnega športa in za gradnjo športnih objektov                                                                                     |
| 1990    | Martin Aubreht                                                                                           | za napredek športne dejavnosti in planinstva |
| 1990    | Milan Bernik                                                                                             | za delo pri vzgoji mladih alpskih smučarjev in za prispevek k vrhunskemu smučanju                                                                                       |
| 1990    | Rika Binter                                                                                              | za delo v društvu Partizan in za pripravo programov in vzgojo kadrov |
| 1990    | Marija Frantar                                                                                           | za vrhunske dosežke v alpinizmu |
| 1990    | Dragica Jaunik                                                                                           | za delo v taborniški organizaciji |
| 1990    | Rudi Kocmut                                                                                              | za tekmovalne dosežke v invalidskem športu |
| 1990    | Lojze Kolman                                                                                             | za vrhunske tekmovalne dosežke v športni gimnastiki |
| 1990    | Janez Kuhelj                                                                                             | za izjemen prispevek k razvoju telesne kulture na Dolenjskem |
| 1990    | Franc Mikec                                                                                              | za organizacijsko in strokovno delo v telesni kulturi, predvsem v atletiki                                                                                              |
| 1990    | Branko Mirt                                                                                              | za tekmovalne dosežke v padalstvu, zlasti za 1. mesto na SP 1990 |
| 1990    | Lojze Motore                                                                                             | za uspešno delo v planinski organizaciji |
| 1990    | Daniel Pavlinec                                                                                          | za vrhunske dosežke na tekmovanjih invalidov |
| 1990    | Janez Penca                                                                                              | za strokovno, trenersko in publicistično delo, predvsem v atletiki |
| 1990    | Aleksander Rudolf                                                                                        | za propagandno in publicistično dejavnost med zamejskimi Slovenci |
| 1990    | Ernest Trinko                                                                                            | za dolgoletno delo v TVD Partizan |
| 1990    | Henrik Übeleis                                                                                           | za dolgoletno delo na področju športne propagande in uspešno vodenje tiskovnih služb                                                                                    |
| 1990    | Marija Veble                                                                                             | za dolgoletno delo na področju planinstva |
| 1990    | Cveto Zgonc                                                                                              | za organizacijsko delo v športu in rekreaciji invalidov |
| 1990    | DTV Partizan Mislinje                                                                                    | za vsestranski razvoj športa in športne rekreacije v Mislinjski dolini                                                                                                  |
| 1990    | Namiznoteniški klub TKI Kemičar                                                                          | za uspešno delo pri razvoju namiznega tenisa v Sloveniji in Jugoslaviji                                                                                                 |
| 1990    | Rokometni klub Belinka Olimpija                                                                          | za tekmovalne dosežke |
| 1991    | Lojze Anzelc                                                                                             | za delo v planinski organizaciji, zlasti na področju rekreacije in vzgoje planincev                                                                                     |
| 1991    | Marijan Carl                                                                                             | za organizacijsko delo na področju športne rekreacije med invalidi in upokojenci                                                                                        |
| 1991    | Iztok Čop in Denis Žvegelj                                                                               | za tekmovalne dosežke v veslanju, zlasti za 2. mesto v dvojcu brez krmarja na SP 1991                                                                                   |
| 1991    | Alfred Dvoršak                                                                                           | za dolgoletno delo v odbojki, še posebej za delo pri vzgoji mladih |
| 1991    | Julijana Fišer                                                                                           | za 40-letno delo v odbojki |
| 1991    | Lado Gobec                                                                                               | za dolgoletno organizacijsko in strokovno delo v kegljaškem športu |
| 1991    | Boris Gorjanc                                                                                            | za uspešno strokovno delo s plavalci - invalidi |
| 1991    | Franc Hafner                                                                                             | za tekmovalne dosežke, organizacijsko in sodniško delo v atletiki |
| 1991    | Janez Jeglič in Silvo Karo                                                                               | za alpinistične dosežke |
| 1991    | Jože Kancler                                                                                             | za tekmovalne dosežke v kanuju na divjih vodah na SP 1991 |
| 1991    | Milan Košir                                                                                              | za uveljavljanje rekreacije med delavci in za uvedbo varpe v Slovenijo                                                                                                  |
| 1991    | Janez Kravarič                                                                                           | za delo v šolski športni vzgoji in trenersko delo v atletiki |
| 1991    | Mario Magajna                                                                                            | za življenjsko kronistično fotografsko delo v zamejstvu |
| 1991    | Roman Pogačar                                                                                            | za tekmovalne dosežke v padalstvu |
| 1991    | Robert Stropnik                                                                                          | za 30-letno delo v športnih organizacijah, zlasti v veslaških, jadralnih in namiznoteniških                                                                             |
| 1991    | Vladimir Škof                                                                                            | za življenjsko delo v športu v Pomurju |
| 1991    | Jože Tomažič                                                                                             | za 20-letno uspešno delo v kajakaškem športu |
| 1991    | Milan Zupanc                                                                                             | za organizacijsko delo in propagando športa v občini |
| 1991    | Nikolaj Žibret                                                                                           | za razvoj športa, zlasti šolske športne vzgoje v občini in republiki |
| 1991    | Smučarski klub Črna na Koroškem                                                                          | za tekmovalne dosežke, organizacijo in strokovno delo pri razvoju smučanja                                                                                              |
| 1992    | Borut Bilač                                                                                              | za tekmovalne dosežke v atletiki, zlasti za 3. mesto na EP 1990 |
| 1992    | Ariana Bogatec                                                                                           | za olimpijski dosežek zamejskega športa |
| 1992    | Mira Čuček                                                                                               | za dolgoletno in uspešno delo v atletiki |
| 1992    | Jože Drobnič                                                                                             | za strokovno delo v alpskem smučanju. |
| 1992    | Anton Drofenik                                                                                           | za aktivno udejstvovanje v boksu in pisanje knjig o boksu |
| 1992    | Vojko Grosar                                                                                             | za dolgoletno in uspešno delovanje v slovenskem šahu |
| 1992    | Franjo Izlakar                                                                                           | za tekmovalne dosežke v invalidskem športu |
| 1992    | Ernest Jazbinšek                                                                                         | za organizacijsko delo v športu invalidov |
| 1992    | Tomo Levovnik                                                                                            | za strokovno delo, zlasti v alpskem smučanju in za prispevek k uveljavitvi slovenskega športa v mednarodnem prostoru                                                    |
| 1992    | Igor Majcen                                                                                              | za tekmovalne dosežke v plavanju |
| 1992    | Feri Maučec                                                                                              | za uspešno delovanje v nogometu in športnem novinarstvu |
| 1992    | Ivan Poljanšek                                                                                           | za strokovno in organizacijsko delo v športu v Idriji |
| 1992    | Dušan Prezelj                                                                                            | za tekmovalne dosežke in organizacijsko delo v atletiki |
| 1992    | Milan Primec                                                                                             | za tekmovalno, trenersko in organizacijsko delo v odbojki |
| 1992    | Stanko Šmirmaul                                                                                          | za dolgoletno organizacijsko delo v avto - moto športu |
| 1992    | Andrej Tomin                                                                                             | za trenersko in pedagoško delo z mladimi v smučarsko skakalnem športu                                                                                                   |
| 1992    | Alfred Trenc                                                                                             | za strokovno delo in pomoč pri razvoju konjeniškega športa v Sloveniji                                                                                                  |
| 1992    | Matej Hočevar, Dejan Kralj, Simon Hočevar, Iztok Horvat, Uroš Kodelja, Miha Štricelj in Dejan Stevanovič | za uspešen nastop na mladinskem svetovnem prvenstvu |
| 1992    | Kegljaška reprezentanca Slovenije                                                                        | za tekmovalne dosežke moške in ženske ekipe na SP 1992 |
| 1992    | Kolesarsko društvo Krka                                                                                  | za uspešno dolgoletno delovanje kluba v kolesarskem športu |
| 1993    | Irena Avbelj                                                                                             | za tekmovalne dosežke v paraskiju, zlasti za 1. mesto na SP 1993 |
| 1993    | Branko Dolenc                                                                                            | za razvoj slovenske odbojke in 20-letno strokovno in organizacijsko delo                                                                                                |
| 1993    | Vlado Koren                                                                                              | za aktivno delo v športu, zlasti pri vzdrževanju igrišč in objektov |
| 1993    | Marjan Mamič                                                                                             | za dolgoletno organizacijsko delo v športu, zlasti v atletiki |
| 1993    | Stasja Mehora                                                                                            | za organizacijsko delo pri razvijanju množičnega športa, za prizadevnost v športni vzgoji v šolah in vrtcih                                                             |
| 1993    | Bojan Novak                                                                                              | za vrhunske dosežke v balinanju, zlasti za 1. mesto na EP 1992 in 2. mesto na SP 1993                                                                                   |
| 1993    | Peter Ozmec                                                                                              | za organizacijsko delo pri športu invalidov |
| 1993    | Stanko Skok                                                                                              | za 45-letno delo v športnem društvu |
| 1993    | Simon Stojko - Falk                                                                                      | za tekmovalne dosežke v kolesarstvu BMX – 1. mesto na SP 1992 in 2. mesto na SP                                                                                         |
| 1993    | Miroslav Svetičič                                                                                        | za alpinistične dosežke |
| 1993    | Božena Štuhec                                                                                            | za vsestransko delo v športu, predvsem pri vzgoji mladine in za dolgoletno delo v organizaciji atletskih sodnikov                                                       |
| 1993    | Franek Trefalt                                                                                           | za prispevek k razvoju radijskega športnega novinarstva |
| 1993    | DTV partizan                                                                                             | za 40 let dela, gojenja tradicij prejšnjih društev in vključevanje prebivalcev kraja v društvo                                                                          |
| 1993    | Judoistični klub Drava                                                                                   | za uspehe v vrhunskem športu, v šolskem športu, za populariziranje športa v občini, za organizacijo velikih prireditev                                                  |
| 1993    | Športni krožek Kras                                                                                      | za razvijanje športa med zamejskimi Slovenci in tekmovalne dosežke, zlasti v namiznem tenisu                                                                            |
| 1994    | Milan Amer                                                                                               | za prizadevno delo v kegljanju |
| 1994    | Gregor Cankar                                                                                            | za tekmovalne dosežke v atletiki – 1. mesto na mladinskem EP 1994 v skoku v daljino                                                                                     |
| 1994    | Urban Dermastia                                                                                          | za razvoj lokostrelstva v Sloveniji, zlasti na področju organizacijskega dela                                                                                           |
| 1994    | Srdjan Djordjević                                                                                        | za prispevek k razvoju atletike v Sloveniji, predvsem na področju strokovnega dela                                                                                      |
| 1994    | Alenka Dovžan                                                                                            | za tekmovalne dosežke v alpskem smučanju – 3. mesto na ZOI 1994 v kombinaciji                                                                                           |
| 1994    | Katja Koren                                                                                              | za tekmovalne dosežke v alpskem smučanju - 3. mesto na ZOI 1994 v slalomu                                                                                               |
| 1994    | Jure Košir                                                                                               | za tekmovalne dosežke v alpskem smučanju – 3. mesto na ZOI 1994 v slalomu                                                                                               |
| 1994    | Janko Kotnik                                                                                             | za življenjsko delo pri razvoju športa na Koroškem |
| 1994    | Jože Mešl                                                                                                | za prispevek k razvoju moške športne gimnastike v Sloveniji |
| 1994    | Rajko Kavčič, Matjaž Pelc, Jure Rijavec, Gregor Sever in Aleš Škoberne                                   | za mednarodne tekmovalne dosežke – 1. mesto na EP in 1. mesto na SP 1994                                                                                                |
| 1994    | Odbojkarski klub Val                                                                                     | za prispevek k razvoju športa med Slovenci v zamejstvu |
| 1994    | Dušan Intihar, Bogdan Jug, Roman Pogačar, Branko Mirt in Senad Salkič                                    | za mednarodne tekmovalne dosežke – 1. mesto na SP 1994 |
| 1995    | Tomaž Barada                                                                                             | za tekmovalne dosežke v kickboxu, zlasti za 1. mesto na SP 1995 |
| 1995    | Božidar Bučar                                                                                            | za strokovno, organizacijsko in pedagoško delo v plavanju, smučanju in v študentskem športu                                                                             |
| 1995    | Branko Klun                                                                                              | za strokovno delo s športniki - invalidi |
| 1995    | Marijan Krišelj                                                                                          | za življenjsko delo in prispevek pri razvoju planinstva |
| 1995    | Branko Lakovič                                                                                           | za razvoj košarke med zamejskimi Slovenci in za 35 let dela v športu |
| 1995    | Jure Novak                                                                                               | za uveljavljanje koncepta dela s športno nadarjenimi dijaki in strokovno delo v atletiki                                                                                |
| 1995    | Franci Pavšer                                                                                            | za življenjsko delo v športnem novinarstvu |
| 1995    | Erik Tul                                                                                                 | za tekmovalne dosežke v veslanju – 1. mesto na SP do 23 let v enojcu |
| 1995    | Anton Židan                                                                                              | za življenjsko delo v smučarskem športu |
| 1995    | Judoistični klub Impol                                                                                   | za pomemben prispevek in popularizacijo juda v Sloveniji |
| 1996    | Friderik Degen                                                                                           | za življenjsko delo na področju planinstva |
| 1996    | Andreja Grašič                                                                                           | za tekmovalne dosežke v biatlonu |
| 1996    | Urška Hrovat                                                                                             | za tekmovalne dosežke v alpskem smučanju, zlasti za 3. mesto na SP 1996 v slalomu in 2. mesto v SP za sezono 1995-96                                                    |
| 1996    | Niko Slana                                                                                               | za organizacijsko delo pri športu otrok in mladine |
| 1996    | Andrej Škufca in Katarina Venturini                                                                      | za tekmovalne dosežke v športnem plesu – 1. mesto na SP in EP 1996 v kombinaciji                                                                                        |
| 1996    | Mario Šušteršič                                                                                          | za dolgoletno izčrpno poročanje o športnem utripu Slovencev na Tržaškem                                                                                                 |
| 1996    | Vera Zupančič                                                                                            | za življenjsko delo v športu, zlasti v atletiki |
| 1996    | AMD Orehova vas                                                                                          | za prispevek pri razvoju moto športa v Sloveniji |
| 1996    | Borut Horvat, Joško Kancler in Primož Sulič                                                              | za tekmovalne dosežke v 3 x C 1 spust – 1. mesto na SP 1996 |
| 1996    | Smučarski klub Triglav                                                                                   | za uspešno petdesetletno delovanje |
| 1996    | Specialna olimpijada Slovenije                                                                           | za pomemben prispevek k razvoju športa duševno prizadetih |
| 1996    | Športno združenje Sloga                                                                                  | za pomemben prispevek pri razvoju športa med Slovenci v zamejstvu |
| 1997    | Boris Čuk                                                                                                | za pomemben prispevek pri razvoju rokometa v Sloveniji |
| 1997    | Mitja Dragšič                                                                                            | za tekmovalni dosežek v alpskem smučanju – 1. mesto na mladinskem SP 1997 v slalomu                                                                                     |
| 1997    | Roman Perko                                                                                              | za tekmovalni dosežek v nordijski smučarski kombinaciji – 1. mesto na mladinskem SP 1997                                                                                |
| 1997    | Janko Popovič                                                                                            | za življenjsko delo, predvsem v hokeju na ledu, tenisu in nogometu |
| 1997    | Zmago Sagadin                                                                                            | za pomemben prispevek k razvoju košarke v Sloveniji |
| 1997    | Luka Špik                                                                                                | za tekmovalni dosežek v veslanju – 1. mesto na mladinskem SP 1997 |
| 1997    | Meta Zagorc                                                                                              | za življenjsko delo pri razvoju in promociji športnega plesa v Sloveniji                                                                                                |
| 1997    | Plavalni klub Park hotel Bled                                                                            | za pomemben prispevek pri razvoju plavanja v Sloveniji |
| 1998    | Zoran Klemenčič                                                                                          | za tekmovalne dosežke v kolesarstvu – 1. mesto na EP za mlajše člane 1998                                                                                               |
| 1998    | Slavko Milič                                                                                             | za strokovno in organizacijsko delo v strelstvu, posebej v trapu |
| 1998    | Radivoj Pečar                                                                                            | za pomemben prispevek k razvoju športa, posebej kolesarstva, v zamejstvu                                                                                                |
| 1998    | Mitja Petkovšek                                                                                          | za odmeven tekmovalni dosežek v gimnastiki – 2. mesto na EP 1998 na bradlji                                                                                             |
| 1998    | Miha Terdič                                                                                              | za tekmovalni dosežek v kajaku na divjih vodah – 1. mesto na mladinskem SP 1998 v slalomu                                                                               |
| 1998    | Franz Wiegele starejši                                                                                   | za življenjsko delo v športu v zamejstvu, posebej v smučarskih skokih                                                                                                   |
| 1998    | Slovenska košarkarska reprezentaca U22                                                                   | za 2. mesto na evropskem prvenstvu |
| 1998    | Odbojkarski klub Fužinar                                                                                 | Za 70-letno uspešno delovanje kluba |
| 1998    | Reprezentanca slepih Slovenije v igri z zvenečo žogo                                                     | za doslej največje uspehe med moštvi v okviru športa invalidov – 1. mesto na SP 1998                                                                                    |
| 1998    | Rokometni klub Radeče                                                                                    | za velik prispevek pri razvoju rokometa pri nas |
| 1999    | Drago Bunčič                                                                                             | za 40-letno uspešno delo v padalskem športu |
| 1999    | Edica Kodrič                                                                                             | za popularizacijo ženske odbojke na Goriškem ter za delo in vodenje OK HIT v Novi Gorici                                                                                |
| 1999    | Adi Kozinc                                                                                               | za življenjsko delo v športu, predvsem v smučanju |
| 1999    | Fedja Marušič                                                                                            | za tekmovalne dosežke v kajaku na divjih vodah v svetovnem pokalu in na SP 1999                                                                                         |
| 1999    | Rolando Pušnik                                                                                           | za uspešne nastope v slovenski rokometni reprezentanci |
| 1999    | Metka Sparavec                                                                                           | za tekmovalne dosežke v plavanju, zlasti za 3. mesto na EP 1999 na 50m hrbtno                                                                                           |
| 1999    | Rajko Stržinar                                                                                           | za organizacijsko delo in tekmovalne dosežke v invalidskem športu |
| 1999    | Miha Štricelj                                                                                            | za tekmovalne dosežke v kajaku na divjih vodah na SP 1999 |
| 1999    | Jadralni klub Ljubljana                                                                                  | za neprekinjeno polstoletno delo pri razvoju jadranja v Sloveniji |
| 1999    | Slovenska športna zveza na Koroškem                                                                      | za pomemben prispevek pri širjenju in uveljavljanju športa med koroškimi Slovenci, s poudarkom še na narodnem osveščanju                                                |
| 2000    | Lojze Abram                                                                                              | za pomemben prispevek k razvoju slovenskega športa v zamejstvu |
| 2000    | Rok Kolander in Matej Prelog                                                                             | za tekmovalne dosežke v veslanju, zlasti za 2. mesto v dvojcu brez krmarja na SP do 23 let                                                                              |
| 2000    | Edvard Kolar                                                                                             | za pomembne trenerske dosežke v športni gimnastiki |
| 2000    | Marjeta Kovač                                                                                            | za pomemben prispevek k razvoju slovenskega športa |
| 2000    | Milan Kupper                                                                                             | za prispevek k razvoju slovenskega športa na avstrijskem Koroškem |
| 2000    | Jože Kuzma                                                                                               | za 35 let odmevnega dela v športu (rokometu, hokeju na ledu, plavanju, vaterpolu) in 40 let delovanja v športnem novinarstvu                                            |
| 2000    | Brigita Langerholc                                                                                       | za pomembne tekmovalne dosežke v atletiki, predvsem za 4. mesto na OI 2000 v teku na 800m                                                                               |
| 2000    | Ivo Makarovič                                                                                            | za pomemben prispevek k razvoju slovenske atletike |
| 2000    | Mojca Suhadolc                                                                                           | za tekmovalne dosežke v alpskem smučanju, predvsem za 3. mesto v skupnem seštevku superveleslaloma za svetovni pokal                                                    |
| 2000    | Marko Trškan                                                                                             | za pomemben prispevek k razvoju in popularizaciji alpskega smučanja |
| 2000    | Matjaž Vrhovnik                                                                                          | za tekmovalne dosežke v alpskem smučanju, predvsem za 3. mesto v skupnem seštevku slaloma za svetovni pokal                                                             |
| 2000    | Slovenska košarkarska reprezentaca U20                                                                   | za prvo mesto na evropskem prvenstvu 2000 |
| 2001    | Slavko Božič                                                                                             | za pomemben prispevek k razvoju slovenskega športa |
| 2001    | Ciril Globočnik                                                                                          | za uspešno delo v slovenskem plavanju |
| 2001    | Andrej Hauptman                                                                                          | za izjemen tekmovalni dosežek v kolesarstvu – 3. mesto na SP 2001 |
| 2001    | Franjo Kozar                                                                                             | za življenjsko delo v športnem plesu |
| 2001    | Dejan Kralj                                                                                              | za pomembne tekmovalne dosežke v kajaku na divjih vodah |
| 2001    | Mitja Kunc                                                                                               | za mednarodno odmevne rezultate v alpskem smučanju, predvsem za 3. mesto na SP 2001 v slalomu                                                                           |
| 2001    | Boris Kutin                                                                                              | za velik prispevek k uveljavitvi šaha |
| 2001    | Jože Peterka                                                                                             | za pomemben prispevek k razvoju slovenskega športa |
| 2001    | Ivan Peterlin                                                                                            | za ustvarjalen delež pri razvoju slovenskega športa v zamejstvu |
| 2001    | Rožle Prezelj                                                                                            | za pomemben tekmovalni dosežek v atletiki – 1. mesto na EP do 23 let v skoku v višino                                                                                   |
| 2001    | Marko Primožič                                                                                           | za pomemben prispevek k razvoju slovenskega športa |
| 2001    | Albin Štanta                                                                                             | za življenjsko delo v športu, posebej šolskem |
| 2002    | Gabrijel Ambrožič                                                                                        | za pomemben prispevek k razvoju slovenske atletike |
| 2002    | Franko Drasič                                                                                            | za pomemben prispevek k razvoju slovenskega športa v zamejstvu |
| 2002    | Bojan Hojnik                                                                                             | za življenjsko delo v športu |
| 2002    | Sašo Jereb                                                                                               | za pomemben tekmovalni dosežek v judu – 2. mesto na mladinskem SP 2002                                                                                                  |
| 2002    | Alenka Kejžar                                                                                            | za vrhunske mednarodne dosežke v plavanju, zlasti za 3. mesto na EP 2002 na 200m mešano                                                                                 |
| 2002    | Petra Nareks                                                                                             | za vrhunske mednarodne dosežke v judu, zlasti za 3. mesto na EP 2002 |
| 2002    | Viktor Robnik                                                                                            | za pomemben prispevek k razvoju smučarskih skokov |
| 2002    | Izidor Selak                                                                                             | za življenjsko delo v športu |
| 2002    | Raša Sraka                                                                                               | za vrhunske mednarodne dosežke v judu, zlasti za 3. mesto na EP 2002 |
| 2002    | Slovenska mladinska košarkarska reprezentanca                                                            | za 2. mesto na evropskem prvenstvu 2002 |
| 2002    | Slovenska mladinska rokometna reprezentanca                                                              | za 2. mesto na evropskem prvenstvu 2002 |
| 2003    | Marjan Fabjan                                                                                            | za pomemben prispevek pri razvoju juda v Sloveniji |
| 2003    | Helena Javornik                                                                                          | za pomembne tekmovalne dosežke v atletiki, zlasti za 1. mesto na EP v krosu 2002                                                                                        |
| 2003    | Anton Malle                                                                                              | za pomemben prispevek pri razvoju športa med Slovenci v zamejstvu |
| 2003    | Gorazd Penko                                                                                             | za izjemen prispevek pri razvoju slovenskega kolesarstva |
| 2003    | Lucija Polavder                                                                                          | za pomembne tekmovalne dosežke v judu, zlasti za 3. mesto na EP 2003 |
| 2003    | Jože Rebec                                                                                               | za življenjsko delo v športu, predvsem balinanju in plavanju |
| 2003    | Tanja Romano                                                                                             | za vrhunske mednarodne dosežke v umetnostnem kotalkanju - 1. mesto na SP 2002 in EP 2003                                                                                |
| 2003    | Gojko Zalokar                                                                                            | za pomemben prispevek k razvoju slovenskega športa |
| 2003    | Andrej Zupan                                                                                             | za pomembne tekmovalne dosežke v lokostrelstvu |
| 2003    | Uroš Ban, Borut Erjavec, Roman Karun, Senad Salkič in Domen Vodišek                                      | za vrhunske mednarodne dosežke – 1. mesto na SP 2003 |
| 2004    | Herman Berčič                                                                                            | za življenjsko delo v športu, posebej na področju športne rekreacije, ki jo je obogatil s strokovnim in znanstveno - raziskovalnim pristopom                            |
| 2004    | Matej Černic                                                                                             | za osvojitev srebrne kolajne z italijansko odbojkarsko reprezentanco na OI v Atenah 2004                                                                                |
| 2004    | Vesna Dekleva in Klara Maučec                                                                            | za tekmovalne dosežke v jadranju v razredu 470 |
| 2004    | Andrej Franko                                                                                            | za življenjsko delo v športu, posebej v Partizanu ter zasluge pri razvoju telesno-kulturne dejavnosti v Škofji Loki                                                     |
| 2004    | Sabina Hmelina                                                                                           | za pomembne mednarodne tekmovalne dosežke v alpskem smučanju med gluhimi športniki                                                                                      |
| 2004    | Mitja Kosovelj                                                                                           | za pomembne tekmovalne dosežke v gorskem teku, kjer je postal mladinski svetovni prvak in največ prispeval tudi k ekipni zmagi Slovenije na SP leta 2003                |
| 2004    | Robi Markoja                                                                                             | za naslov svetovnega prvaka v streljanju s samostrelom v disciplini 30 metrov kleče, ki ga je dosegel z novim svetovnim rekordom                                        |
| 2004    | Blaž Medvešek                                                                                            | za vrhunski tekmovalni dosežek v plavanju, kjer je bil najprej dvakrat četrti na evropskem prvenstvu in osmi na olimpijskih igrah v Atenah                              |
| 2004    | Slobodan Radujko                                                                                         | za življenjsko delo v športu, posebej v veslanju. Dobre tri mandate je bil predsednik VZS in pod njegovim vodstvom so slovenski veslači dosegli vrsto imenitnih uspehov |
| 2004    | Tone Tiselj                                                                                              | za pomemben trenerski dosežek. Pod njegovim vodstvom je slovenska moška rokometna reprezentanca osvojila drugo mesto na EP v Sloveniji                                  |
| 2005    | Miša Cigoj in Anastazija Novožilova                                                                      | za pomemben tekmovalni dosežek v športu |
| 2005    | Jernej Damjan in Jure Bogataj                                                                            | za pomemben tekmovalni dosežek v športu |
| 2005    | Janko Dernič                                                                                             | za življenjsko delo v športu in pomemben prispevek k razvoju in popularizaciji predvsem smučanja v Sloveniji                                                            |
| 2005    | Svetozar Guček                                                                                           | za življenjsko delo v športu |
| 2005    | Peter Kauzer in Andrej Nolimal                                                                           | za pomemben tekmovalni dosežek v športu |
| 2005    | Blaža Klemenčič                                                                                          | za pomemben tekmovalni dosežek v športu |
| 2005    | Jože Marčan                                                                                              | za življenjsko delo v športu |
| 2005    | Matevž Petek                                                                                             | za pomemben tekmovalni dosežek v športu |
| 2005    | Mateja Pintar                                                                                            | za pomemben tekmovalni dosežek v športu |
| 2005    | Fredi Reicher                                                                                            | za življenjsko delo v športu |
| 2005    | Sergio Taučar                                                                                            | za življenjsko delo in pomemben prispevek pri razvoju in popularizaciji športa                                                                                          |
| 2005    | Gašper Vinčec                                                                                            | za pomemben tekmovalni dosežek v športu |
| 2006    | Barbara Fidel                                                                                            | za pomemben tekmovalni dosežek v športu |
| 2006    | Marinka Jerala                                                                                           | za življenjsko delo v športu |
| 2006    | Mojmir Kokorovec                                                                                         | za življenjsko delo v športu |
| 2006    | Matjaž Markič                                                                                            | za pomemben tekmovalni dosežek v športu |
| 2006    | Jože Mikeln                                                                                              | za pomemben prispevek k razvoju slovenskega športa |
| 2006    | Matic Osovnikar                                                                                          | za pomemben tekmovalni dosežek v športu |
| 2006    | Franc Pinter - Ančo                                                                                      | za pomemben tekmovalni dosežek v športu |
| 2006    | Špela Ponomarenko                                                                                        | za pomemben tekmovalni dosežek v športu |
| 2006    | Branko Vivod                                                                                             | za pomemben prispevek k razvoju in popularizaciji določene športne panoge v Sloveniji                                                                                   |
| 2006    | Ludvik Zelko                                                                                             | za življenjsko delo v športu |
| 2007    | Bruno Bogatec                                                                                            | za pomemben prispevek k razvoju in popularizaciji jadranja ter celotnega zamejskega športnega gibanja v Italiji                                                         |
| 2007    | Jože Bratuž                                                                                              | za življenjsko delo v športu in pomemben prispevek k razvoju in popularizaciji športa                                                                                   |
| 2007    | Andreja Dolinar                                                                                          | za pomemben tekmovalni dosežek v namiznem tenisu za invalide |
| 2007    | Rok Flander                                                                                              | za pomemben tekmovalni dosežek v deskanju na snegu |
| 2007    | Jolanda Korenč                                                                                           | za življenjsko delo v športu |
| 2007    | Primož Kozmus                                                                                            | za pomemben tekmovalni dosežek v atletiki |
| 2007    | Duško Madžarović                                                                                         | za pomemben tekmovalni dosežek v športu |
| 2007    | Janko Melanšek                                                                                           | za življenjsko delo in pomemben prispevek k razvoju slovenskega športa                                                                                                  |
| 2007    | Silva Razlag                                                                                             | za pomemben prispevek k razvoju in popularizaciji šaha kegljanja in športa invalidov                                                                                    |
| 2007    | Andrej Sever                                                                                             | za življenjsko delo v športu |
| 2008    | Alenka Bikar                                                                                             | za pomemben prispevek k razvoju in popularizaciji slovenskega športa, predvsem atletike                                                                                 |
| 2008    | Tomaž Druml                                                                                              | za pomemben prispevek in popularizacijo športa med Slovenci na Avstrijskem Koroškem                                                                                     |
| 2008    | Jože Flere                                                                                               | za pomemben tekmovalni dosežek v atletiki za invalide |
| 2008    | Tone Fornezzi                                                                                            | za pomemben prispevek k razvoju slovenskega športa |
| 2008    | Rene Glavnik                                                                                             | za življenjsko delo v športu |
| 2008    | Košarkarska reprezentanca gluhih Slovenije                                                               | za pomemben tekmovalni dosežek in prispevek k razvoju slovenskega športa invalidov                                                                                      |
| 2008    | Marijan Salobir                                                                                          | za življenjsko delo v športu |
| 2008    | Stanislav Simšič                                                                                         | za življenjsko delo v športu |
| 2008    | Polonca Sladić                                                                                           | za pomemben prispevek k razvoju in popularizaciji strelstva, posebej med športniki invalidi                                                                             |
| 2008    | Marija Šestak                                                                                            | za pomemben tekmovalni dosežek v atletiki |
| 2009    | Slavko Cener                                                                                             | za življenjsko delo v športu, predvsem v nogometu |
| 2009    | Rok Kolander, Miha Pirih, Tomaž Pirih in Rok Rozman                                                      | za pomembne tekmovalne dosežke v veslanju |
| 2009    | Teja Gregorin                                                                                            | za pomembne tekmovalne dosežke v biatlonu |
| 2009    | Vladimir Kevo                                                                                            | za pomemben prispevek k razvoju slovenskega športa v atletiki |
| 2009    | Marijan Lačen                                                                                            | za pomemben prispevek k razvoju slovenskega športa |
| 2009    | Dragica Lapornik                                                                                         | za pomemben prispevek k razvoju in popularizaciji športa invalidov |
| 2009    | Tina Maze                                                                                                | za pomembne tekmovalne dosežke v alpskem smučanju |
| 2009    | Jože Pogačnik                                                                                            | za življenjsko delo na področju športnega novinarstva |
| 2009    | Sonja Roman                                                                                              | za pomembne tekmovalne dosežke v atletiki |
| 2009    | Marija Simčič                                                                                            | za življenjsko delo v nordijskem smučanju |
| 2009    | Dejan Zavec                                                                                              | za pomembne tekmovalne dosežke v boksu |
| 2009    | Peter Zupan                                                                                              | za pomemben prispevek k razvoju biatlona |
| 2010    | David Antončič                                                                                           | za življenjsko delo v športu |
| 2010    | Mateja Bogatec                                                                                           | za pomemben prispevek k razvoju in popularizaciji slovenskega zamejskega športa                                                                                         |
| 2010    | Jure Meglič                                                                                              | za pomemben tekmovalni dosežek v športu |
| 2010    | Davor Janžič                                                                                             | za pomemben tekmovalni dosežek v športu |
| 2010    | Igor Primc                                                                                               | za pomemben prispevek k razvoju in popularizaciji športa v Sloveniji |
| 2010    | Rada Savič                                                                                               | za pomemben tekmovalni dosežek v športu |
| 2010    | Tone Škarja                                                                                              | za življenjsko delo v športu |
| 2010    | Športno društvo Sonček                                                                                   | za pomemben prispevek k razvoju slovenskega športa |
| 2010    | Jože Šlibar                                                                                              | za življenjsko delo v športu |
| 2010    | Miha Zupan                                                                                               | za pomemben tekmovalni dosežek v športu |
| 2011    | Luka Božič in Sašo Taljat                                                                                | za pomemben tekmovalni dosežek v športu |
| 2011    | Natalija Gros                                                                                            | za pomemben tekmovalni dosežek v športu |
| 2011    | Mina Markovič                                                                                            | za pomemben tekmovalni dosežek v športu |
| 2011    | Rok Marguč                                                                                               | za pomemben tekmovalni dosežek v športu |
| 2011    | Katarina Srebotnik                                                                                       | za pomemben tekmovalni dosežek v športu |
| 2011    | Bojan Tokič                                                                                              | za pomemben tekmovalni dosežek v športu |
| 2011    | Nina Vehar                                                                                               | za pomemben tekmovalni dosežek v športu |
| 2011    | Peter Wrolich                                                                                            | za pomemben tekmovalni dosežek v športu |
| 2011    | Nejc Žnidarčič                                                                                           | za pomemben tekmovalni dosežek v športu |
| 2011    | Gorazd Bedrač                                                                                            | za pomemben prispevek k razvoju slovenskega športa |
| 2011    | Adolf Urnaut                                                                                             | za pomemben prispevek k razvoju slovenskega športa |
| 2011    | Dolfe Rajtmajer                                                                                          | za življenjsko delo |
| 2012    | Nejc Marčič in Luka Stražar                                                                              | za pomemben mednarodni dosežek v športu |
| 2012    | Filip Flisar                                                                                             | za pomemben mednarodni dosežek v športu |
| 2012    | Anja Klinar                                                                                              | za pomemben mednarodni dosežek v športu |
| 2012    | Benjamin Savšek                                                                                          | za pomemben mednarodni dosežek v športu |
| 2012    | Matevž Lenarčič                                                                                          | za pomemben mednarodni dosežek v športu |
| 2012    | Andreja Razlag                                                                                           | za pomemben prispevek k razvoju slovenskega športa |
| 2012    | Klub Flip Piran                                                                                          | za pomemben prispevek k razvoju slovenskega športa |
| 2012    | Uroš Velepec                                                                                             | za pomemben prispevek k razvoju slovenskega športa |
| 2012    | Iztok Durjava                                                                                            | za življenjsko delo v športu |
| 2012    | Jure Kufersin                                                                                            | za življenjsko delo v športu |
| 2012    | Mirko Šeruga                                                                                             | za življenjsko delo v športu |
| 2013    | Vlora Beđeti                                                                                             | za pomemben mednarodni dosežek v športu |
| 2013    | Mateja Kosovelj                                                                                          | za pomemben mednarodni dosežek v športu |
| 2013    | Darko Đurić                                                                                              | za pomemben mednarodni dosežek v športu |
| 2013    | Matej Mohorič                                                                                            | za pomemben mednarodni dosežek v športu |
| 2013    | Tanja Žakelj                                                                                             | za pomemben mednarodni dosežek v športu |
| 2013    | Franček Gorazd Tiršek                                                                                    | za pomemben mednarodni dosežek v športu |
| 2013    | Rado Pišot                                                                                               | za pomemben prispevek k razvoju slovenskega športa |
| 2013    | Branka Vajngerl                                                                                          | za pomemben prispevek k razvoju slovenskega športa |
| 2013    | Jože Horvat - Didi                                                                                       | za pomemben prispevek k razvoju slovenskega športa |
| 2013    | Ivan Božidar Bohak                                                                                       | za življenjsko delo v športu |
| 2014    | Sašo Bertoncelj                                                                                          | za pomemben tekmovalni dosežek v športu |
| 2014    | Nadja Bičkova in Miha Vodičar                                                                            | za pomemben tekmovalni dosežek v športu |
| 2014    | Jernej Kruder                                                                                            | za pomemben tekmovalni dosežek v športu |
| 2014    | Tina Trstenjak                                                                                           | za pomemben tekmovalni dosežek v športu |
| 2014    | Laura Unuk                                                                                               | za pomemben tekmovalni dosežek v športu |
| 2014    | ženska mladinska odbojkarska reprezentanca                                                               | za pomemben tekmovalni dosežek v športu |
| 2014    | Nogometno društvo Adria Miren                                                                            | za pomemben prispevek k razvoju slovenskega športa |
| 2014    | Martina Pertot                                                                                           | za pomemben prispevek k razvoju slovenskega športa |
| 2014    | Samo Petrač                                                                                              | za pomemben prispevek k razvoju in popularizaciji določene športne panoge                                                                                               |
| 2014    | Albin Felc                                                                                               | za življenjsko delo v športu |
| 2014    | Tone Ficko                                                                                               | za življenjsko delo v športu |
| 2015    | Lucija Mlinarič                                                                                          | za pomemben prispevek k razvoju slovenskega športa |
| 2015    | Sebastijan Piletič                                                                                       | za pomemben prispevek k razvoju slovenskega športa |
| 2015    | Zveza za šport invalidov Slovenije - Paraolimpijski komite                                               | za pomemben prispevek k razvoju slovenskega športa |
| 2015    | Tina Mrak in Veronika Macarol                                                                            | za pomemben tekmovalni dosežek v športu |
| 2015    | Tim Gajser                                                                                               | za pomemben tekmovalni dosežek v športu |
| 2015    | Jure Kozjek                                                                                              | za pomemben tekmovalni dosežek v športu |
| 2015    | Nejc Kuhar                                                                                               | za pomemben tekmovalni dosežek v športu |
| 2015    | Tim-Kevin Ravnjak                                                                                        | za pomemben tekmovalni dosežek v športu |
| 2015    | Branko Jeršin                                                                                            | za življenjsko delo v športu |
| 2015    | Stanislav Šernek                                                                                         | za življenjsko delo v športu |
| 2015    | Renato Štokelj                                                                                           | za življenjsko delo v športu |
| 2015    | Milica Šumak Zemljič                                                                                     | za življenjsko delo v športu |
| 2016    | Vesna Fabjan                                                                                             | za pomemben tekmovalni dosežek v športu |
| 2016    | Janja Garnbret                                                                                           | za pomemben tekmovalni dosežek v športu |
| 2016    | Veselka Pevec                                                                                            | za pomemben tekmovalni dosežek v športu |
| 2016    | Domen Škofic                                                                                             | za pomemben tekmovalni dosežek v športu |
| 2016    | Anamari Velenšek                                                                                         | za pomemben tekmovalni dosežek v športu |
| 2016    | Rudolf Bregar                                                                                            | za življenjsko delo v športu |
| 2016    | Janez Ivan Hafner                                                                                        | za življenjsko delo v športu |
| 2016    | Stanko Kerčmar                                                                                           | za življenjsko delo v športu |
| 2016    | Tomi Partl                                                                                               | za življenjsko delo v športu |
| 2016    | Igor Željeznov                                                                                           | za življenjsko delo v športu |
| 2017    | Darko Butinar                                                                                            | za življenjsko delo v športu |
| 2017    | Rafko Križman                                                                                            | za življenjsko delo v športu |
| 2017    | Matija Krnc                                                                                              | za življenjsko delo v športu |
| 2017    | Gorazd Hren                                                                                              | za pomemben tekmovalni dosežek v športu |
| 2017    | Ema Klinec                                                                                               | za pomemben tekmovalni dosežek v športu |
| 2017    | Primož Roglič                                                                                            | za pomemben tekmovalni dosežek v športu |
| 2017    | Janez Svoljšak                                                                                           | za pomemben tekmovalni dosežek v športu |
| 2017    | Anja Osterman in Špela Ponomarenko Janić                                                                 | za pomemben tekmovalni dosežek v športu |
| 2017    | slovenska ženska odbojkarska reprezentanca do 23 let                                                     | za pomemben tekmovalni dosežek v športu |
| 2017    | Ljubljanski maraton                                                                                      | za pomemben prispevek k razvoju slovenskega športa |
| 2017    | Nogometno društvo Gorica                                                                                 | za pomemben prispevek k razvoju slovenskega športa |
| 2018    | Tanja Babnik                                                                                             | za pomemben prispevek k razvoju slovenskega športa |
| 2018    | Aleš Boričnik                                                                                            | za pomemben tekmovalni dosežek v športu |
| 2018    | Adrian Gomboc                                                                                            | za pomemben tekmovalni dosežek v športu |
| 2018    | Matjaž Hafner                                                                                            | za življenjsko delo v športu |
| 2018    | Peter Juteršnik                                                                                          | za pomemben prispevek k razvoju slovenskega športa |
| 2018    | Peter Končnik                                                                                            | za življenjsko delo v športu |
| 2018    | Franc Kralj                                                                                              | za življenjsko delo v športu |
| 2018    | Boštjan Maček                                                                                            | za pomemben prispevek k razvoju slovenskega športa |
| 2018    | Rajko Pintar                                                                                             | za življenjsko delo v športu |
| 2018    | Gregor Vezonik                                                                                           | za pomemben tekmovalni dosežek |
| 2019    | Klara Apotekar                                                                                           | za pomemben tekmovalni dosežek v športu |
| 2019    | Mia Krampl                                                                                               | za pomemben tekmovalni dosežek v športu |
| 2019    | Tim Mastnak                                                                                              | za pomemben tekmovalni dosežek v športu |
| 2019    | Jošt Napret                                                                                              | za pomemben tekmovalni dosežek v športu |
| 2019    | Katja Višnar in Anamarija Lampič                                                                         | za pomemben tekmovalni dosežek v športu |
| 2019    | slovenska mladinska košarkarska reprezentanca                                                            | za pomemben tekmovalni dosežek v športu |
| 2019    | Matevž Česen                                                                                             | za pomemben prispevek k razvoju slovenskega športa |
| 2019    | Gregor Hribar                                                                                            | za pomemben prispevek k razvoju slovenskega športa |
| 2019    | Ivan Pfeifer                                                                                             | za pomemben prispevek k razvoju slovenskega športa |
| 2019    | Marina Pirkmajer                                                                                         | za življenjsko delo v športu |
| 2019    | Sonja Poljšak                                                                                            | za življenjsko delo v športu |
| 2020    | Luka Stražar in Aleš Česen                                                                               | za pomemben tekmovalni dosežek v športu |
| 2020    | Alenka Artnik                                                                                            | za pomemben tekmovalni dosežek v športu |
| 2020    | Alex Cisar in Lovro Planko                                                                               | za pomemben tekmovalni dosežek v športu |
| 2020    | Miran Jerman                                                                                             | za pomemben prispevek k razvoju slovenskega športa |
| 2020    | Primož Kališnik                                                                                          | za pomemben prispevek k razvoju slovenskega športa |
| 2020    | Janko Rožman                                                                                             | za pomemben prispevek k razvoju slovenskega športa |
| 2020    | Nada Rotovnik Kozjek                                                                                     | za pomemben prispevek k razvoju slovenskega športa |
| 2020    | Avi Šorn                                                                                                 | za pomemben prispevek k razvoju slovenskega športa |
| 2021    | Eva Urevc                                                                                                | za pomemben tekmovalni dosežek v športu |
| 2021    | Anže Lanišek                                                                                             | za pomemben tekmovalni dosežek v športu |
| 2021    | Andreja Leški                                                                                            | za pomemben tekmovalni dosežek v športu |
| 2021    | Luka Potočar                                                                                             | za pomemben tekmovalni dosežek v športu |
| 2021    | Primož Suša                                                                                              | za pomemben tekmovalni dosežek v športu |
| 2021    | Franc Kopatin                                                                                            | za pomemben prispevek k razvoju slovenskega športa |
| 2021    | Blaž Lešnik                                                                                              | za pomemben prispevek k razvoju slovenskega športa |
| 2021    | Zoran Kos                                                                                                | za pomemben prispevek k razvoju slovenskega športa |
| 2021    | Marjan Podržaj                                                                                           | za življenjsko delo v športu |
| 2021    | Branko Žnidarič                                                                                          | za življenjsko delo v športu |
| 2022    | Kristjan Čeh                                                                                             | za pomemben tekmovalni dosežek v športu |
| 2022    | Boštjan Maček in Jasmina Maček                                                                           | za pomemben tekmovalni dosežek v športu |
| 2022    | Maja Povšnar                                                                                             | za pomemben tekmovalni dosežek v športu |
| 2022    | Toni Vodišek                                                                                             | za pomemben tekmovalni dosežek v športu |
| 2022    | Janez Hudej                                                                                              | za pomemben prispevek k razvoju slovenskega športa |
| 2022    | Vladimir Sitar                                                                                           | za pomemben prispevek k razvoju slovenskega športa |
| 2022    | Branko Terglav                                                                                           | za pomemben prispevek k razvoju slovenskega športa |
| 2022    | Branko Recek                                                                                             | za življenjsko delo v športu |
| 2022    | Janez Slavič                                                                                             | za življenjsko delo v športu |
| 2022    | Alojz Radelj                                                                                             | za življenjsko delo v športu |
| 2023    | Vita Lukan                                                                                               | za pomemben tekmovalni dosežek v športu |
| 2023    | organizacijski odbor maratona treh src                                                                   | za pomemben prispevek k razvoju slovenskega športa |
| 2023    | Zvone Dežnak                                                                                             | za pomemben prispevek k razvoju slovenskega športa |
| 2023    | Edvard Hafner                                                                                            | za pomemben prispevek k razvoju slovenskega športa |
| 2023    | Samo Masleša                                                                                             | za pomemben prispevek k razvoju slovenskega športa |
| 2023    | Janez Slatinšek                                                                                          | za pomemben prispevek k razvoju slovenskega športa |
| 2023    | Franc Hočevar                                                                                            | za življenjsko delo v športu |
| 2023    | Matjaž Jemec                                                                                             | za življenjsko delo v športu |
| 2023    | Zdenko Mikulin                                                                                           | za življenjsko delo v športu |
| 2023    | Danilo Vladimir Sergaš                                                                                   | za življenjsko delo v športu |
| 2024    | Manca Smrekar                                                                                            | za pomemben tekmovalni dosežek v športu |
| 2024    | Žiga Lin Hočevar                                                                                         | za pomemben tekmovalni dosežek v športu |
| 2024    | Maja Dolenc                                                                                              | za pomemben prispevek k razvoju slovenskega športa |
| 2024    | Savo Strmole                                                                                             | za pomemben prispevek k razvoju slovenskega športa |
| 2024    | Luka Lenič                                                                                               | za pomemben prispevek k razvoju slovenskega športa |
| 2024    | Roman Gradišek                                                                                           | za pomemben prispevek k razvoju slovenskega športa |
| 2024    | Peter Sitar                                                                                              | za pomemben prispevek k razvoju slovenskega športa |
| 2024    | Jane Jože Stvarnik                                                                                       | za življenjsko delo v športu |
| 2024    | Janez Mohorčič                                                                                           | za življenjsko delo v športu |
| 2024    | Franci Koglot                                                                                            | za življenjsko delo v športu |